# 妖精の尻尾
妖精の尻尾（フェアリーテイル）は、真島ヒロの漫画作品『FAIRY TAIL』に登場する架空の組織（ギルド）。

## 概要
フィオーレ王国のマグノリアに本拠地を置く魔導士ギルドの一つ。名前の由来は「妖精に尻尾はあるのか無いのか?永遠の謎故に永遠の冒険」で、帰る場所があるという意味も込めて作られた。
有力な人材を多く抱えており、フィオーレ王国最強のギルドと評されているが、ナツをはじめとしてあちこちで問題を起こすため評議院から目を付けられている。仲間意識はとても強く、メンバーは皆家族のような絆で結ばれている。
「青い天馬」「四つ首の番犬」「蛇姫の鱗」とは親交がある一方で、「悪魔の心臓」や「大鴉の尻尾」など闇ギルドとの根深い因縁も持つ。
マカロフを始めとする主力の魔導士達が行方不明になったことで7年後には最弱ギルドに転落したが、大魔闘演舞で優勝したことで最強の座を取り戻す。それに伴い、「剣咬の虎」や「人魚の踵」とも交流を持つようになる。

## 歴史
- X686年4月 - 創立。初代マスターはメイビス・ヴァーミリオン。
- X697年 - メイビスの遺言によりプレヒト・ゲイボルグが二代目マスターに指名される。
- X736年 - マカロフ・ドレアー、脱退した二代目マスター・プレヒトにより三代目マスターに指名される。
- X778年 - ラクサス、S級魔導士昇格試験に合格 (当時17歳)。
- X780年 - エルザ、S級魔導士昇格試験に合格 (当時15歳)。
- X781年 - ミラジェーン、S級魔導士昇格試験に合格 (当時16歳)。
- X782年 - ミストガン、S級魔導士昇格試験に合格。
- X784年12月16日 - アクノロギアの咆哮（ブレス）により、天狼島が消失。S級魔導士昇格試験のために島を訪れていたマカロフ以下主要メンバーも生死不明になる。
  - これに伴い、評議院の推挙を受ける形でマカオ・コンボルトが四代目のマスターに就任するが、中核メンバーを欠いたことで「妖精の尻尾」の権威は失墜し、仕事の依頼が入らなくなり没落。存続のために建物も売り払い、マグノリア郊外の古い酒場に移った。
- X791年 - 「妖精の球」が解除され、天狼島が復活。島にいたメンバー（通称天狼組）が帰還する。
  - その後、マカロフによってギルダーツが五代目のマスターに指名されるが、彼の辞退によりマカロフが六代目となり、実質的に7年前と同様の状態に戻った。
  - 同年7月1日〜6日 - 大魔闘演武にA（ナツ、ルーシィ、グレイ、エルザ、ウェンディ、エルフマン）・B（ラクサス、ガジル、ジュビア、ミラジェーン、カナ、ミストガンに扮したジェラール）の2チームが出場。途中のチーム統合（ナツ、グレイ、エルザ、ラクサス、ガジル、最終日でナツの代理としてジュビアが続投）を経て優勝する。
  - エクリプス騒動終結後、マグノリアの住民達によって修繕された元の建物を贈呈され、以降は仕事の依頼が殺到するなど、かつての隆盛を取り戻す。
  - 「冥府の門」による元評議員襲撃事件の最中、セイラに操られたエルフマンにより建物ごと爆破されそうになるが、直前に気づいたカナの機転で全員脱出する。
  - 「冥府の門」との戦いの後、マカロフによりギルドの解散命令が下される。
- X792年 - 週刊ソーサラーの見習い編集者として働いていたルーシィ、そして1年間の修行の旅から帰ってきたナツ、ハッピーを中心にメンバーのほとんどが再集結する。建物はメンバー総出で修繕され、エルザを七代目マスターとして正式に再結成された。
  - アルバレス帝国からナツ達によってマカロフが救出され、エルザの辞退により彼が八代目マスターに就任した。
- X793年 - ゼレフとアクノロギアの死から1年後、ナツ達はギルティナの北大陸で1世紀以上にわたって達成されていない挑戦「100年クエスト」に乗り出た。

## 関連する事柄
妖精三大魔法
「妖精の尻尾」に伝わる3つの超魔法。
妖精の法律（フェアリーロウ）
術者が敵と認識した者のみを不可避の聖なる光で攻撃する超上級魔法。ただし、術者が本心から敵だと認識しなければ攻撃対象にならず、対する敵が多いほど自らの命を削るリスクがある。
元は外伝『FAIRY TAIL ZERØ』においてメイビスが使用した絶対審判魔法「ロウ」を改良し、副作用なしで使えるようにした魔法である。
妖精の輝き（フェアリーグリッター）
太陽・月・星の光を集め、凝縮させてから敵に放つ超高難度魔法。その破壊の閃光は敵が存在することすら許さないとまで言わしめるほどの威力。天狼島にある初代ギルドマスター・メイビスの墓に封印されている。
妖精の球（フェアリースフィア）
ありとあらゆる悪からギルドメンバーを守る絶対防御魔法。受けた者の時間を凍結封印させ、解除するのに7年もの歳月が掛かってしまう。
ルーメン・イストワール
「妖精の尻尾」の建物の地下深くにある部屋にある初代マスター・メイビスが記した「『妖精の尻尾』の本質」であり、歴代のマスターだけが先任のマスターからその存在を託されるギルド最高機密にして最終兵器。ただし、前任者からの継承手続きを経ていないマカオはその存在を知らなかったが、エルザが七代目マスターに就任した際にナツ達にも知らされることになった。室内の入り口にある魔水晶の中にメイビスの体が安置されている。
その正体は妖精三大魔法のさらに上位に位置する秘匿大魔法にして絶対に枯渇することのない魔力を誇る永久魔法「妖精の心臓（フェアリーハート）」。元はゼレフの呪いによって仮死状態になったメイビスの体をプレヒトが蘇生用の魔水晶に封じ、様々な蘇生魔法を試した末にそれらの知識・才能とメイビスの体の不老不死がもたらす半永久的な生命の維持が融合したことで説明のつかない「妖精の心臓」が生まれた。制御できるかも不確定な「無限の魔力」という魔法界の根底を覆すほどの魔法を生み出してしまったためプレヒトはこれを秘匿し、マスターの座の継承と共にその秘密を受け継がせていった。それ故に「大鴉の尻尾」や打倒アクノロギアを目指すアルバレス帝国に狙われる要因になっている。なお、魔水晶内のメイビス本体は生きており、思念体のメイビスが傷つくと魔水晶に亀裂が走る。
天狼島（てんろうじま）
フィオーレ王国近海にある「妖精の尻尾」の聖地。詳細は地理を参照。
S級魔導士
X778年から導入された制度。「妖精の尻尾」においてS級クエストを請け負うことが出来る魔導士のこと。年に一度の昇格試験を勝ち抜くことでその資格を得られる。
ファンタジア
マグノリアの収穫祭で「妖精の尻尾」によって行なわれる大パレード。他の街からも大勢の人が集まる。
フェアリーヒルズ
「妖精の尻尾」の女子寮。ギルドのすぐ近くに立っており、家賃は10万J。
「妖精の尻尾」式壮行会
「妖精の尻尾」を抜ける者を送り出すための儀式。その際は以下の三つの掟をその者に伝える。
- 一つ「『妖精の尻尾』の不利益になる情報は生涯他言してはならない」
- 二つ「過去の依頼者に濫りに接触し個人的な利益を生んではならない」
- 三つ「例え道は違えど強く力の限り生きていかなければならない、決して自らの命を小さなものとして見てはならない、愛した友のことを生涯忘れてはならない」

## 最強チーム

### ナツ・ドラグニル（Natsu Dragneel）
声 - 柿原徹也、MAKO（少年時代）
本作品の主人公。「火竜（サラマンダー）」の異名を持つ。年齢不詳 で、右肩に赤い紋章がある。好きなものは火、嫌いなものは乗り物。血液型B型。
容姿
桜色の髪と白銀の鱗模様のマフラーが特徴の青年で、八重歯が生えている（これは他の滅竜魔導士にもある共通の特徴）。幼い頃に炎のドラゴン・イグニールに育てられた過去を持ち、突如自らの前から姿を消した彼との再会を望んでいる。トレードマークのマフラーはそのイグニールからの大切な贈り物であり、肌身離さず身につけている。ほぼいつも黒とオレンジを基調とした服（火に燃えない特別製で、マグノリアの仕立て屋に頼んで作ってもらったもの）にサンダルを履いており、作中の登場人物達の中でも特に服装の変化が少ないキャラクターであるが、オシャレには一応気は遣っているらしい。
性格
物事を深く考えない楽観的な性格にして大食漢。「妖精の尻尾」一の問題児であり、現在までに「妖精の尻尾」が起こした器物損壊の事故の大半はナツによって引き起こされたもの。周囲の人々（主にマカロフ）の悩みの種となっているが、「ギルドの仲間たちは家族」という思いも人一倍であり、家族である仲間のためなら、どんな強大な敵にも諦めず立ち向かい、仲間を大事にしない者は誰彼問わず許さない。その姿勢から絶望的な戦いでも仲間たちの士気を上げ、彼等を支える精神的支柱になっている。好戦的で強い者を目にすると敵・仲間を問わず所構わずに勝負を仕掛けるが、あくまでも力比べであって、殺し合いを好んでいる訳ではない。頭脳面に関しては普段は頭はあまり良くない印象を受けるが、戦闘での頭の回転は速く、冷静かつ頭脳派な一面を見せる。洞察力に関しては「冥府の門」との戦いにおいて、評議院の元議長・クロフォードが「冥府の門」に元評議員の居場所やフェイスの情報を流していることに誰よりも早く気付いたほど。口癖は「燃えてきた（ぞ、だろ?）」で、ナツに感化されたルーシィたちが使うこともある。
魔法・戦闘スタイル
滅竜魔法を操る第一世代の「炎の滅竜魔導士（ドラゴンスレイヤー）」。素手での格闘術と炎を駆使した肉弾戦を得意とする。滅竜魔法は自らの体を竜の体質へと変換させるものであるため、嗅覚・聴覚・視覚が常人離れしており、身体能力が非常に高く、身体も頑丈である（銃弾を喰らっても出血程度で済んでいる）。火を食べることもできるが、自らが発火させた火を食べることはできない。火を食べることで魔力や体力を回復・増幅させることが可能で、逆に火属性以外の魔法を食べると生気が無くなる。また、炎の温度はその感情に比例し上昇する他、炎で傷口を焼いて塞いだり、火の性質を変え足場に張り付かせてロープのように活用したりと戦闘以外での魔法の応用も幅広く可能。エルザ曰く「自分と同等かそれ以上」の戦闘力を持ち、彼女からもその潜在能力と成長性を深く信頼・期待されている。
乗り物酔い
「絶対に乗りたくない」と愚痴をこぼすほど、乗り物に弱く度々乗り物酔いをし、そのせいでまともに戦えず、戦闘中危機に陥ったこともあった。例外的にハッピーに運んでもらっている時は酔わないが、これは本人曰く「ハッピーは仲間だから」らしい（だが、同じく仲間であるはずのルーシィに運んでもらっている時は酔っていた）。
正体
伝説の黒魔導士・ゼレフの実の弟にしてバラム同盟の一角である闇ギルド「冥府の門」マスター、ゼレフ書最凶最悪の炎の悪魔「END（イーエヌディー / エーテリアス・ナツ・ドラグニル）」。元々は400年前の時代に生きた普通の人間であり、小さな村で家族と共に平和に暮らしていたが、竜の襲撃に遭いその炎に焼かれたことで両親共々一度この世を去る。しかし、不老不死の呪いにかかった末に死ぬことを願ったゼレフにより、保管されていたナツの肉体を基に、自らを殺すことができる「最後で最強のエーテリアス END」として創造(蘇生)された。しかし、ナツが言葉も字も全く覚えようとしないほど聞き分けが悪かったため、ゼレフの友人であるイグニールの元で育てられ、魔法なども教えられた。イグニールから滅竜魔法を教わった後、アクノロギアを倒す計画に必要な5人の子供 として選ばれ、魂竜の術で体内にイグニールを封じられた後、ガジル、ウェンディ、スティング、ローグと共にエクリプスで未来に送られた。
過去
X777年7月7日の時代に目覚め、イグニールが自身の前から姿を消したと思い込んで以降、一人孤独に過ごしていた所をマカロフに連れられてギルドに入った。その後は町から離れた所にある一軒家でハッピーと共に暮らしており、家の中には、引き受けた仕事の依頼書や戦利品が飾られている。
本編の行動
「冥府の門」との戦いでは、アクノロギアの出現に伴って姿を現したイグニールと再会を果たすが、イグニールはアクノロギアによって倒されてしまい、再会と同時にそれが今生の別れとなってしまう。昇天していくイグニールに対し「さらに強くなり、アクノロギアを倒す」と涙ながらに誓い、戦いの後ハッピーと共に1年間の修行の旅に出た。
X792年の大魔闘演武に乱入した際にルーシィと再会し、彼女と共に仲間探しの旅に出て「妖精の尻尾」を復活させた。
アルバレス帝国との戦いでは、ハッピーと共にイシュガルの大陸の西から進軍してきたゼレフの元に単身攻め込み、そこで秘策である「モード炎竜王」を使用して400年の時を超えた因縁の対決に出るが、「自分を倒せるかもしれない」と希望を感じたゼレフから自分の素性やゼレフとの関係などを知らされ、愕然とする。創造主であるゼレフを殺せばエーテリアスの自分も死ぬことを聞かされてもなおゼレフを倒そうとするが、自分との別れを拒むハッピーによって止められ、一旦退却する。その後、一度縮小させていた体内の「悪魔の種」がブランディッシュによって元の大きさに戻された影響で気絶。
目を覚ました際、共に捕らえられていたルーシィが動かなくなっていたため殺されたものと思い込み、それがきっかけとなってENDの力が覚醒。自身とルーシィを捕らえていた、時の神の力をもつディマリアを一撃で撃破し、エーテリアスが持つ「ゼレフの下に還りゼレフを殺す」本能に従ってギルドへ向かっていたところでグレイに遭遇、彼と戦うが、エルザに止められルーシィの生存を確認した後気を失う。
悪魔の力で蘇り竜に育てられた自分が人間であるかどうかに苦悩することで大きくなった悪魔の種と、今まで自分の体内でイグニールが成長を抑えていた竜の種が融合しようとすることで「人」として生きられなくなったナツの身体に「死」が迫り、自らの心の中で、失った記憶の穴埋めをする案内役として現れたゼレフや竜に育てられた滅竜魔導士達、イグニールにより自分の400年前の過去や、なぜ死ぬのかを教えられる。その際、イグニールから悪魔の種か竜の種のどちらかを選ぶことで生き残れる と言われたが、ナツは竜でも悪魔でもなく人間として生きる答えを出し、それによって二つの種が砕けて深い眠りから目を覚ました。
その後、ギルドにてゼレフとの最後の一騎討ちに臨むが、彼を父と慕う自分と同じエーテリアスのラーケイドがゼレフに消されたことを知ると怒りを露わにし、「家族を持つことなど許されなかった」と主張するゼレフに対して「弟」としての情から兄を止めることを決意する。戦闘の最中でゼレフの真の目的を知り、そしてゼレフを倒す最後の切り札としてドラゴンフォースを発動させるも白魔導士となったゼレフには効かず彼の攻撃で胸を貫かれて倒れる。しかし、自身と生体リンクしている「ENDの書」の欠落部分をルーシィが書き直したことで傷が消えて復活し、ギルドの力によりパワーアップした「炎竜王の崩拳」とゼレフの「暗黒爆炎陣」との激突の末勝利する。その場をメイビスに託し、ゼレフに別れを告げ立ち去った直後、今度はアクノロギアによって他の滅竜魔導士と共に彼の精神体のいる時の狭間に集められアクノロギアと総力戦を行う。アクノロギアの圧倒的な強さに追い詰められるも、ウェンディにより6人分の滅竜魔導士の魔力付加を受け「七炎竜」の鉄拳でアクノロギアを撃破し戦いに終止符を打った。
X793年にはルーシィ、ハッピー、グレイ、エルザ、ウェンディ、シャルルと共に100年クエストに挑戦している。
100年クエストの行動
アクノロギア事件後、仲間たちごとギルド「魔陣の竜（マギア・ドラゴン）」に行き、マスターのエレフセリアと出会う。
その他
名前の由来は、前作『RAVE』の主人公の名前が“ハル”（春）で、次の季節は“ナツ”（夏）ということから。『週刊少年マガジン』で行われた、初の男女混合の公式人気投票では見事2位に入賞した。
- 炎の滅竜魔法
  - 火竜の鉄拳（かりゅうのてっけん） - 拳に炎を纏い、パンチを放つ。また、カウンターの要領で相手の魔法を止めることも出来る。
  - 火竜の咆哮（かりゅうのほうこう） - 口から灼熱の炎のブレスを放つ。作中当初は両手を筒のように口に当て放つことが多かった。
  - 火竜の翼撃（かりゅうのよくげき） - 相手の顔をわし掴みにし、腕から炎を噴射して投げ飛ばす。または炎を纏った両腕を薙ぎ払うように振るい攻撃する、両腕から炎を放って相手を焼き尽くす。
  - 火竜の鉤爪（かりゅうのかぎづめ） - 炎を纏った足で蹴りを放つ。
  - 火竜の劍角（かりゅうのけんかく） - 全身に炎を纏い、勢いをつけて体当たりを繰り出す。
  - 火竜の煌炎（かりゅうのこうえん） - 両手の炎を合わせ相手に叩きつける。当たった瞬間巨大な爆発を起こす。アニメ版では巨大な火球を作り、投げつけて攻撃している。
    - 竜神の煌炎（りゅうじんのこうえん） - 一度魔力を空にしてザンクロウの神の炎を吸収し、両手に自らの竜の炎と神の炎を纏い、それを合わせて放つ。

  - 火竜の炎肘（かりゅうのえんちゅう） - 肘からブースターのように炎を噴射して打撃力を高め、その勢いのままパンチを放つ。アニメ版では肘打ちでも使用している。
  - 火竜の砕牙（かりゅうのさいが） - 炎を纏った爪を横薙ぎに振るって相手を切り裂く。
  - 火竜の握撃（かりゅうのあくげき） - 相手を掌で押さえつけ、そのまま至近距離から火炎で爆破する。
  - 火竜の腕相撲パワー
  - 滅竜奥義（めつりゅうおうぎ）
    - 紅蓮火竜拳（ぐれんかりゅうけん） - 「火竜の鉄拳」を連続で放ち、炎の拳の連撃を叩き込む。
    - 紅蓮爆炎刃（ぐれんばくえんじん） - 「竜の鱗を砕き、竜の肝を潰し、その魂を狩りとる」と言われる魔法。炎を纏った両腕を振るい、爆炎を伴った螺旋状の強烈な一撃を放つ大技。
      - 星炎爆炎刃 (せいえんばくえんじん) - アニメ218話で登場。星霊獣内の星霊王を捕らえ取り込もうとする薄い赤紫色の恒星状のエネルギーを食ったことで、炎が星の輝きのような煌めきを宿した「紅蓮爆炎刃」を放つ。

    - 「不知火型」紅蓮鳳凰劍（「しらぬいがた」ぐれんほうおうけん） - イグニール直伝の魔法。全魔力を解放し、全身に炎を纏った状態から弾丸のような突進攻撃を繰り出す「火竜の劍角」。
    - 煉獄戟竜炎（れんごくげきりゅうえん） - 激しく渦巻く炎で拳に点火し、相手に突進して殴る。また、強力な爆発を起こし、アルドロンや「木神竜」の体を貫き、対象を焼き尽くすほど完全攻撃を繰り出す。

  - ドラゴンフォース - 滅竜魔法の最終形態。発動すると肌が鱗状になり、歯も鋭くなる。当初はエーテリオンやジェラールの全魔力である「咎の炎」といった「強力な魔力」を食べることで発動していたが、「冥府の門」のマルド・ギールとの戦いでは感情の昂りによって発動させた。アルバレス帝国でゼレフとの最後の戦いでは自力で発動した。戦詳細は失われた魔法を参照。

- モード雷炎竜（モードらいえんりゅう） - ラクサスの魔力を食らったことで自身の炎の魔力に加えて雷属性が融合した状態。炎の打撃に雷による攻撃が追加されている。強力で、初使用以降任意での発動が可能になるが、魔力消費が激しいといった弱点もあった。しかし、ウルティアに第二魔法源を開放されてからはそのリスクはなくなった模様。
  - 雷炎竜の咆哮（らいえんりゅうのほうこう） - 口から電撃を纏った極太のレーザービームのような灼熱の炎のブレスを放つ。
  - 雷炎竜の撃鉄（らいえんりゅうのげきてつ） - 多数のパンチの乱打を放った後、炎と雷を纏った拳で強烈な一撃を繰り出す。
  - 滅竜奥義・改 紅蓮爆雷刃（めつりゅうおうぎ・かい ぐれんばくらいじん） - 右手に炎、左手に雷を纏わせた状態から、雷属性が加わった「紅蓮爆炎刃」を放つ。
  - 雷炎竜撃（らいえんりゅうげき）
  - 雷炎竜爪（らいえんりゅうそう）
  - 雷炎竜牙（らいえんりゅうが）

- モード黒炎竜(モードこくえんりゅう) - アニメ214話で登場。日蝕星霊となったレオの闇の炎を食らったことで炎と闇の炎の融合した状態であるモード黒炎竜が発現した。しかし火の滅竜魔法と闇魔法の一種であるレオの闇の炎の食い合わせは悪かったらしく、レオを強制閉門後しばらくは頭痛、発熱や悪寒を訴えていたが、闇魔法を排除後は任意での発動が可能となったようである。
  - 漆黒爆炎刃(しっこくばくえんじん) - アニメ214話で登場。右手に炎、左手に闇の炎を纏わせた状態から炎と闇の炎による螺旋状の強力な一撃を放つ大技。
  - 「不知火型」漆黒鳳凰劍（「しらぬいがた」しっこくほうおうけん） - アニメ216話で登場。炎と闇の炎を纏った状態で「「不知火型」紅蓮鳳凰劍」を放つ。

- モード炎竜王（モードえんりゅうおう） - ゼレフを倒すために1年間の修行で編み出した秘策。イグニールがナツの体の中に残してくれた最後の力を10ヶ月かけて解放させた状態。右腕に竜の形をした紋章があり、発動するとゼレフの魔法や大地を燃やし湖の水を蒸発させるほどの炎と熱を発揮する。「死せる者の力」を使っていることで不死であるゼレフをも破壊する可能性を秘めているが、一度使えば二度と回復しないナツ曰く「イグニールの執念」と言える力のため、使用するまでは右腕に巻いた包帯で魔力を封じていた。ゼレフとの戦いの後は紋章が消え、「ゼレフを倒す力」は失った模様。
  - 炎竜王の崩拳（えんりゅうおうのほうけん） - イグニールの巨大な炎を拳に纏い放つ「火竜の鉄拳」の強化版。ヤクマ十八闘神の一体・イクサツナギを一撃で粉砕する威力。
  - 炎竜王の咆哮（えんりゅうおうのほうこう） - 「火竜の咆哮」を遥かに凌駕する威力の爆炎のブレスを放つ。その一撃は大地を大きく抉り取り地形を変えてしまうほど。
  - 炎竜王の煉獄（えんりゅうおうのれんごく） - 膨大な量の炎を放出して対象ごと周囲を燃やす。
  - 炎竜王の煌炎（えんりゅうおうのこうえん） - 突き出した両手から巨大な火球を放つ。
  - 炎竜王の腕相撲パワー

- モード雷竜（モードらいりゅう）
  - 雷竜の劍角(らいりゅうのけんかく) - 体に雷を覆い、敵に頭突きをする。
  - 雷竜の鉄拳(らいりゅうのてっけん) - 拳に雷を纏い、パンチを放つ。

- 封炎剣（ふうえんけん） - エドラスの魔法。剣の刀身となる炎を噴出する柄。ただし、ペース配分を考えず一度の使用で貯蔵魔力を使い切ってしまう、再度魔力を込めて威力を抑えたが相手に通じなくなるなど、上手く扱えなかった。
- ヒートブレード - ナツが「冥府の門」本拠地で拾った「凄い威力」の板状の剣。牢屋からの脱出に使われたが、ゼレフには効かず刀身が消滅した。
- 火竜のつば（かりゅうのつば） - 炎を制御する兎兎丸に対して使用した。「火竜の咆哮」と見せかけて唾を吐く。単なる騙し討ちのため魔法ではない。
- 制御返し - 炎を制御する兎兎丸との戦いで会得。彼が持つ炎を操る能力を無効化することができる。
- 七炎竜の力（しちえんりゅうのちから） - アクノロギアとの最終決戦で使用。ウェンディの付加でウェンディ、ガジル、ラクサス、コブラ、スティング、ローグの力を右腕に集めた、七色の炎。
  - 七炎竜の鉄拳（しちえんりゅうのてっけん） - 着弾時に大きなダメージを与えることも出来る大きな燃える拳。

- 竜化 - 劇場版『-DRAGON CRY-』でアニムスとの激戦で使用する形態。顔は「ドラゴンフォース」のような赤い鱗、角があり、左腕が竜の腕、足が竜の足、背中が片翼。戦闘力が非常に高く、最大限の力と速度でアニムスを圧倒できる。
- 呪力 - アルバレス帝国編で使用する形態。別名「END イーエヌディーパワー」。腕と顔立ちがより悪魔的になり、戦闘力が上昇する。
- 炎竜斬（えんりゅうざん） - 炎を纏ったスザクの剣で攻撃する合体魔法（ユニゾンレイド）。

### ルーシィ・ハートフィリア（Lucy Heartfilia）
声 - 平野綾
本作品のヒロインの一人。17-18⇒18-19（黒魔術教団編～） ⇒ 19-20（100 YEARS QUEST） 歳で、3サイズはB90（Gカップ）/W59/H88、右手に桃色の紋章がある。好きなものは本・星霊、嫌いなものは父親⇒家賃（7年後）。血液型AB型。
容姿・性格
母譲りの金髪と恵まれたプロポーションを持つ美少女。基本的には天真爛漫で明るい性格。抜群なスタイルとは裏腹に戦闘におけるお色気作戦は大抵失敗に終わっている。しかし、着用している衣服を失う回数が女性キャラクターの中で最多であり、入浴シーンなども多めなため視聴者や読者から見れば作中随一のお色気担当キャラではある。高飛車や純情な面もある。後述の実家時代においては、上品な言葉遣いをしていた。「妖精の尻尾」の中では良識人でツッコミ役。基本的に本作は彼女の視点で描かれている。読書家でもあり、最初の依頼ではその才能を遺憾なく発揮し、ケム・ザレオンの遺作『日の出』の秘密を解き明かした。その後、自作の物語を執筆中だが、ナツ経由でそのことが知られギルド内に広まり、本を読むことが好きなレビィと親しくなった。将来はギルドでの冒険を本にして出版したいと思っている。最強チーム内のメンバーではナツとハッピーと行動を共にすることが多く、彼らに振り回されがち。またお酒にはかなり弱い。自分から進んで呑むことはあまりないがカナに無理矢理呑まされることが多く、数杯で酔ってしまっている。酔うと甘え上戸になる。
魔法・戦闘スタイル
星霊魔導士で、鍵を使い異世界の星霊を呼び出すことができる。星霊を思いやる気持ちは強く、星霊王や敵が所持していた星霊の心にも影響を与えている。鍵は常に腰の右側に装着し、腰の左側には自衛用の鞭を装備しており、序盤は先がハート型の黒い鞭だったが、エドラス編の途中からはバルゴから託された伸縮自在の鞭「エリダヌス座の星の大河（エトワールフルーグ）」を使っている。最強チームの中ではハッピーを除けば、純粋な戦闘能力は低いにもかかわらず、ルーシィの活躍は大抵尾ひれがついて周囲に広まることが多い。
過去・生活
「妖精の尻尾」に加入する前は、国を代表する資産家・ハートフィリア財閥の令嬢。両親と使用人から愛され、何不自由ない裕福な環境で育つが、母・レイラを幼い頃に亡くし、それが元で父・ジュードとは互いに険悪な関係になっていた。立派な魔導士になるために家出し、ナツとハッピーとの出会いを期に憧れの「妖精の尻尾」へ加入した。マグノリアでの住居は家賃7万Jのアパートだが、ナツ達が勝手に部屋に上がりこむことが度々あり、ナツ達との仕事では彼らが物品や町を壊し報酬を減らされることが多い為、金欠で家賃が払えない状態になることもしばしば。クエストの仕事が無いときはその抜群のプロポーションを活かして週刊ソーサラーで水着グラビアモデルの仕事をすることもある。
本編の行動
「妖精の尻尾」のメンバーには自らの出自を明かさずにいたが、ジュードの依頼で動いた「幽鬼の支配者」との抗争の際、出自を打ち明ける。抗争の原因が自分にあると責任を感じていたが、仲間たちからそれを咎められることもなく「妖精の尻尾」が自分の居場所であると改めて感じた。抗争終結後に一旦家に戻り、ジュードに自分の決意を伝えて完全に決別した。その後、破産したジュードと再会し、和解の兆しを見せるも、天狼島から帰還した7年の間に父を喪い天涯孤独の身の上になる。
ギルド解散後は、ジェイソンの伝手で週刊ソーサラーの見習い編集者になり、仕事の傍らギルドを復活させるため各地に散った仲間達の情報を集めていた。X792年の大魔闘演武でナツ&ハッピーと再会し、彼らと共に仲間探しの旅に出る傍ら、所在を知る仲間達に手紙を送りギルド再結成に尽力した。
アクノロギアを倒した後は念願だった小説家デビューを果たし、X793年に処女作『イリスの冒険』でケム・ザレオン文学賞新人賞を受賞した。その後、ナツ、ハッピー、グレイ、エルザ、ウェンディ、シャルルと共に100年クエストに挑戦している。
100年クエストの行動

その他
名前の由来はThe Beatlesの『ルーシー・イン・ザ・スカイ・ウィズ・ダイアモンズ』から。作中では父親がいた商業ギルド「LOVE&LUCKY」のKが抜け、LUCKYがLUCYになっていたのを見たことが由来である。作者は作中で彼女にしたいキャラクターはルーシィと答えている。収穫祭のミスコンではアピールする間もなくエバーグリーンに石化させられてしまったが、結果はエルザに次いで2位になった。モバゲーで行われた人気投票「ミスフェアリーテイルコンテスト2012」では3位に入賞。『週刊少年マガジン』での公式人気投票では2位のナツを1000票差以上で抑え1位に入賞。番外編では週刊ソーサラーのグラビアモデルに選ばれた。外伝『FAIRY GIRLS』ではエルザ、ジュビア、ウェンディと共に主人公を務めている。またスピンオフ作品の『MASHIMA HERO'S』ではエデンの湯を訪れ、名物のマッサージを体験。レヴィらと同様に普通のマッサージを受けるつもりが、レベッカの策略に嵌められ、磔にされ理性崩壊拷問&快楽マッサージの餌食となった。
物語では、彼女を代表格として精神面や過去が深く掘り下げられており、作者は本作のもう一人の主人公であると語っている。
- 星霊魔法 - 契約星霊は15体（各星霊については星霊を参照）。黄道十二門の鍵はライブラとピスケスを除く10本だが、「冥府の門」との戦いによりアクエリアスの鍵を破損している。ガルナ島でのシェリー戦にて、星霊を強制的に星霊界に戻す強制閉門を体得。ウルティアにより第二魔法源を開放されてからは2体の星霊を同時に顕現させる「二体同時開門」が使えるようになり、「冥府の門」との戦いでは「三体同時開門」を成し遂げた。
  - ゾディアック - ユキノとの力で黄道十二門の全ての星霊を召喚し、エクリプスの扉を封じる。
  - 星霊衣（スタードレス） - 自身に星霊の鍵を挿し、その星霊の能力を少し自分に宿した服を召喚し魔力が上昇した状態。元はエルザの換装をヒントに考案し、使用の際はそれぞれの星霊特有の服を身に纏う。
    - レオフォーム - ロキ（レオ）の力を宿した状態。黒いドレスを身に纏い、髪は頭の上に編んでいる。右胸に獅子宮のマークがあり、ロキ同様光属性の技を操る。
      - レグルスルーシィキック - 相手めがけて光属性の蹴りを放つ。

    - バルゴフォーム - バルゴの力を宿した状態。メイド服を身に纏い、髪はツインテールになる。右肩に処女宮のマークがあり、バルゴ同様穴を掘る能力を持つ。
      - スピカホール - 地面に穴を作り、対象をその中に閉じ込める。
      - スピカルーシィパーンチ - 対象の下に身を置き、下からパンチする。

    - タウロスフォーム - タウロスの力を宿した状態。露出度の高い乳牛柄の服を身に纏い、髪は団子状のおさげになる。ベルトに金牛宮のマークがあり、タウロス同様怪力を発揮することができる。
      - アースウェイブ - 怪力によって鞭を振るい、相手を一掃する。
      - ルーシィパンチ - タウロスの力が加わったパンチ。

    - サジタリウスフォーム - サジタリウスの力を宿した状態。緑色の衣装を身に纏い、髪はポニーテールになる。左肩に人馬宮のマークがあり、サジタリウス同様弓矢の名手になる。
      - スターショット - 弓から相手を追いかける多数の矢を撃つ。

    - アリエスフォーム - アリエスの力を宿した状態。モコモコの服と横縞のオーバーニーソックスを身に纏い、頭に2本の羊の角を生やして髪はツインテールになる。左肩に白羊宮のマークがある。
      - 羊毛の魔法（ようもうのまほう）
      - 羊毛の盾（ようもうのたて） - 目の前に大量の羊毛を召喚して相手の攻撃をブロックする。

    - ジェミニフォーム - ジェミニの力を宿した状態。頭に扇状の飾りがあり、左右で色が反転している衣装を身に纏う。
    - スコーピオンフォーム - スコーピオンの力を宿した状態。鎖状のサソリの尻尾と装甲があるレオタードを身に纏い、髪は後ろで一本に縛っている。ヘアバンドに天蝎宮のマークがあり、スコーピオンの砂嵐に乗って高速で移動・攻撃が出来る。
    - キャンサーフォーム - キャンサーの力を宿した状態。背中にリボンがある服とタイツを身に纏い、髪はツインテールになる。服の胸部分に巨蟹宮のマークがあり、分解した鋏による二刀流で戦う。
    - アクエリアスフォーム - アクエリアスの力を宿した状態。半魚人を思わせるビキニ型ドレスを纏い、ツインテールの髪型にもなる。水で攻撃。
    - カプリコーンフォーム - カプリコーンの力を宿した状態。山羊角とサングラスにボンテージ風の衣装を身に纏い、髪は太い三つ編み。右足に磨羯宮のマークがある。

  - 星霊衣合成（スタードレスミックス） - 同時に複数の星霊の能力を宿した状態。星霊衣より強力だが、効果時間が極端に短い。
    - レオ×バルゴフォーム - レオとバルゴの力を宿した状態。レオフォームのドレスとバルゴフォームのメイド服が組み合わさったような衣装を身に纏い、背中に3対の羽がある。
      - レオン＝メイデン - 地中から放出された多数の光が巨大な柱となり、広範囲に爆発を起こす。
      - 王の光（レグルス） - 広範囲に大量の光を放ち、標的を攻撃する。

    - アクエリアス×ジェミニフォーム - アクエリアスとジェミニの力を宿した状態。ジェミニの変身能力が付与されたアクエリアスの水を使いルーシィの記憶を基にこれまで彼女と出会い絆を深めた仲間達の複製体を生成することができる。このフォームを維持できるのは16秒間、それを過ぎると魔力を使い果たして気絶してしまう。初使用したキリヤ戦では最終的にユキノとヒスイの複製体を生み出し、彼女たちと共に星霊三位一体超魔法ゴッドフリートを発動させキリヤを倒した。そのため、このフォームはルーシィが滅竜魔導士を相手に単騎で打ち勝った初めてのフォームとなった。

- ウラノ・メトリア - 「青い天馬」のヒビキの「古文書」により与えられた超魔法。膨大な魔力を必要とするため、第二魔法源開放後であっても自分に変身したジェミニと（アニメではユキノとも）2人がかりで使用を試みている。ただし、「冥府の門編」で一時的にアクエリアスの力を得た時は一人での発動に成功しジャッカルを撃破している。
  - アクアメトリア - アクエリアスの魔法。広範囲の大地を波のようにうねらす。

- ルーシィファイア - ルーシィの髪の毛が付いた華院の「ノーロさん」にナツの炎を纏わせ、ハッピーがそれを持ちマックススピードにまで加速させた「ノーロさん」を通して、ルーシィが魔力の塊になり相手に突撃する。
- ルーシィキック - 文字通り、ルーシィが相手めがけて蹴るだけ。
  - Wーシィキック - ジェミニと共にジャンプして得た勢い利用して2つの単純なキックで同時に相手を攻撃する。

- 妖精の球（フェアリースフィア） - フェアリーテイル三大魔法の1つ。アクノロギアとの最終決戦において初使用。大陸中の人々の魔力も用いて、アクノロギアの動きを封じ、ナツたちに勝機を与えた。
- 魔法の札（マジックカード）
  - カード換（カードかん）

- アクアストーム - アクエリアスとスコーピオンの力で、相手に対して水や砂の渦巻く嵐を引き起こし、相手の体の大部分を破壊する。
- コピー - ジェミニの「コピー魔法」や水を組み合わせて相手を攻撃する。
- 合体魔法（ユニゾンレイド）
  - 檄流砕波（ハイドロスクリュー） - アクエリアスが召喚されて大量の水を発生させた後、ジュビアと共に力を合わせて強力な水の渦を発生させる。

### ハッピー (Happy)
声 - 釘宮理恵
6-7⇒7-8 ⇒ 8-9歳で、背中に緑色の紋章がある。好きなものは魚、嫌いなものは犬（プルーは平気）。身長は48.6cm。
人物像
青い猫の姿をしているが、二足歩行をしたり、人語を解したりするなど、人間に近い部分が多い。一人称は「オイラ」で、口癖は「あい」「あいさー」。ナツと仲が良くいつも行動を共にしており、ナツにならって自らもネコマンダーと称している。ナツとの生活では、料理を担当。可愛らしい外見や喋り方だが、毒舌気味の発言をすることもしばしば。何かと男女を恋愛関係で見る癖があり、その際「でぇきてぇる〜」と巻き舌風に言い、からかっている。シャルルと出会って一目惚れして以降積極的にアプローチしている。当初は使命（シャルルの勘違い）を知らなかったためシャルルからはあまり良く思われていなかったが、エドラスの一件以降は名前を呼ばれるようになり、親しくなった。その後はシャルル、リリーと行動をする事が多く、シャルルからは所々で冷たくされているものの、ジャッカルとともに死んだと思われた際には涙を流されたりとお互いに大切に思っている様子が見られる。友達思いでナツを助けるために堕天したり、ルーシィ（未来）が死んだ時には涙を流していた。背中に背負っている風呂敷には大好物の魚がぎっしりと入れられている。
戦闘スタイル
戦闘能力は低いが、その小さな体型と飛行能力を活かして相手をかく乱したり、魚や棒切れを武器に戦ったりする姿も見せている。その他ナツの移動手段として使用される事が多い。
本編の行動
普段はギャグ要因としての役割が強いがフェアリーテイルの魔導士としての思いは強く、エドラスでは自身達が利用されていた（実際は嘘だった）という辛い現実を叩きつけられても、操り人形じゃない、自分達はフェアリーテイルの魔道士であると主張し、シャルルと共にナツ達を助けに向かった。情報通な一面もあり、ナツやルーシィの解説役になることもある。また、生まれた時からナツ達と仕事をしていたことから判断力にも優れており、緊急事態には適切な助言や行動を取る。
悪魔の心臓との戦いではシャルル、リリーと協力してハデスの心臓を破壊したり、冥府の門編ではジャッカルの自爆を命がけで防ぐ、シャルル達と共にカードに閉じ込められたみんなを運ぶなどの活躍を見せた。
正体
ナツ達の暮らす世界（アースランド）の平行世界（エドラス）から来たエクシードの一人。滅竜魔導士抹殺という名目で6年前にタマゴの状態でアースランドに送り込まれ、ナツに拾われて生まれた。それまで荒々しかったギルドが彼が生まれた途端皆が笑顔になったことからナツが「ハッピー（Happy＝幸福の意）」と命名した。エドラスに足を運んだ際、実の両親のラッキーとマールと対面。2人が実の両親であることには気づいていないが、2人のことは好いている。
100年クエストの行動

その他
公式人気投票では5位と2000票以上差をつけて4位に入賞。
『プルーの犬日記』にゲスト出演した際には、同じ猫科の民子を初めとしたリンゴ村の住人達と親しくなるが「この漫画のキャラではない」としておばばば様に追い出されてしまう。
スピンオフ作品『ハッピーの大冒険』では、主人公を担当。異世界アニマールに飛ばされ、その地に伝わる勇者としての活躍が描かれている。
- 翼（エーラ） - 背中に翼を生やして飛ぶ。詳細は魔法を参照。
  - スピード
  - 頭突き（ずづき）

- 火の魔法（ひのまほう）
  - ネコマンダーの咆哮（ネコマンダーのほうこう） - 劇場版『-DRAGON CRY-』で使用する。口から「火の魔法」を放つ。また、レッドナイフを燃やすに十分なほど強力する。

### グレイ・フルバスター (Gray Fullbuster)
声 - 中村悠一、喜多村英梨（幼少時代）
「妖精の尻尾」の中でも上位の実力者。18-19⇒19-20 ⇒20-21歳で、右胸に紺色の紋章がある。好きなものは面白いこと、嫌いなものはナツ。
人物像
黒髪の美青年。血液型O型。彼が首から下げているアクセサリーは『RAVE』に登場した「十字のレイヴ」と同形のもの。ぶっきらぼうな性格だが勘が鋭く、敵の思惑やエルザの幼少の頃のトラウマから来る複雑な感情に誰よりも早く気づいた。自慢は「冬でも服を脱ぐこと」であり、ギルド内では無意識に服を脱いでいることが多く、たまに下着まで脱ぐこともある。これはウルが極寒の地でも服を脱がせて修行 させていたためだが、周囲からよく窘められている。ビリヤードが得意で、初期では煙草を吸っていた（アニメでは初めから吸っていない）。幼少期のことからゼレフ書の悪魔のデリオラに対して執着心が強く、その出来事が要因でウルの関係者やデリオラを始めとするゼレフ書の魔法に関わる者と対立することが多い。
魔法・戦闘スタイル
氷の造形魔導士で、ウルから学んだ氷の造形創造の早さは他の魔導士と比較にならないほどとされる。武器や物体の造形に特化した「静のアイスメイク」を得意し、傷口を凍らせて止血したりすることも出来る。後に父であるシルバーとの戦いで彼の成仏後に悪魔祓いの力を持つ滅悪魔法を受け継ぎ、“氷の滅悪魔導士（デビルスレイヤー）”となった。使用の際に右腕に紋章が浮かび、この魔法の効果で特殊な感知能力 と半身を悪魔化 する能力も身に付けた。
関係
ナツとは普段からよく喧嘩して張り合っているが、何だかんだで互いに認め合っており、戦闘では息の合ったコンビプレーを発揮する。ルーシィのことは、ジェミニ曰く「ルックスはかなり好みで少し気がある」とのことで彼女の裸に反応することもあるが、仲間関係以上の進展はない。ジュビアと交戦して以降、彼女に好意を持たれているが、恋愛事には鈍感で、本人はそのことには暫く気付いていなかった。ジュビアのことは嫌ってはいないのだが、彼女からの好意は少々持て余し気味であることに加え、暫くはリオンも交えた三角関係に辟易していた。しかし、これまでの戦いと父シルバーの一件から、アルバレス帝国との戦いの後に彼女の好意に向き合うことを決める。美形である為、週ソラの「イケメン魔導士ランキング」にも載るほど人気は高いが、作中では特殊な性質の男女に好かれることが多い。
過去
幼い頃にデリオラの襲撃で故郷を滅ぼされ、唯一生き残った所をウルに保護される。その後はリオンと共にウルを師匠として魔導士の修行に励み、その中でウルの娘であるウルティアのこともウルに聞かされていた。当時はデリオラへの憎しみしか頭になく、ウルやリオンに反抗的だったが、ウルがグレイを守るため、命と引き換えにしてデリオラを封じた際に、彼女の思いを知り涙を流す。その後、師の言葉に従い西の国を目指していた所、偶然北の大陸を訪れていたギルダーツとの出会いなど様々な出来事を経て「妖精の尻尾」に辿り着く。なお、「妖精の尻尾」の所属はエルザよりも早い。
本編の行動
エクリプスから来た竜との戦いの中では、マザーグレアの小型の竜の攻撃からジュビアを庇ったために一度死亡してしまうが、ウルティアの魔法で時が戻され、死を免れる。戦いの後に彼女に助けられたことを知り、二度もウル親子に命を助けられたことに涙した。「冥府の門」との戦いで父のシルバーと再会し、彼から滅悪魔法を受け継ぎ、ENDを倒すことを決意する。
ギルド解散後、当初はジュビアと共にアメフラシ村で暮らしていたが、後にエルザと連絡して彼女の頼みで「黒魔術教団」に潜入し、ENDの書の情報を得るためにも活動していた。アルバレス帝国との戦いでは、インベルの魔法により自分とジュビアのどちらかが死ななければならない状況に置かれ、彼女を助ける為に自殺を図るが、同じく自殺を図ったジュビアからの輸血で命を助けられる。ジュビアを失ったことを知ると怒りを露わにしインベルを撃破した後、彼にENDの正体がナツだと教えられる。ナツの殺害を決意し彼と戦うが、エルザに止められジュビアの生存を確認した後気を失った。
アイリーンの死後、自分が両親やウルの死をENDのせいにしたかったことに気付き、またその正体がナツであることから、仲間である彼を守るために誰よりも早くギルドにいるゼレフの元に赴く。自らの存在を皆の記憶から消すことと引き換えに「消失絶対氷結」を発動させてゼレフを封じようとするが、ナツによって止められ「生きろ」と檄を掛けられて踏み止まった。
アクノロギア討伐後はナツ、ルーシィ、ハッピー、エルザ、ウェンディ、シャルルと共に100年クエストに挑戦している。
100年クエストの行動

その他
公式人気投票では5位とわずか4票差ながら6位に入賞。
外伝『TALE OF FAIRY TAIL ICE TRAIL 〜氷の軌跡〜』では主人公を務めており、「妖精の尻尾」に加入するまでの幼少期の彼の旅路が描かれている。
- 氷の造形魔法
  - アイスメイク
    - 盾（シールド） - 八方に広がる花のような形状の盾を造り出す。広範囲を守ることができる。
    - 槍騎兵（ランス） - 手先から無数の氷の槍を造り出し敵を貫く。
      - 氷創騎兵（フリーズランサー） - 無数の氷の槍を高速で飛ばす強化版。

    - 床（フロア） - 辺り一面の足場を凍らせる。
    - 大槌兵（ハンマー） - 巨大な氷のハンマーを造り上げて落下させる。
      - 氷撃の槌（アイスインパクト） - より巨大な氷のハンマーを相手に落とす。
      - かき氷 - 小さな氷のハンマーを細かく砕き相手に降らせる。

    - 牢獄（プリズン） - 氷の檻を造り出し相手を閉じ込める。
    - 戦斧（バトルアックス） - 氷の斧を造り出す。
    - 城壁（ランパード） - 巨大な氷の壁を造り出す。
    - 飛爪（ひそう） - 氷の爪のついた鎖を造り出す。
    - 大鎌（デスサイズ） - 氷の鎌を造り出す。
    - 戦神槍（グングニル） - 氷の大槍で相手を貫く。海中においても有効で、中に味方を隠して奇襲させることもできる。
    - 限界突破 一勢乱舞（アンリミテッド いっせいらんぶ） - 無数の氷の武器を高速で造形し、相手に一斉にぶつける。
    - 砲撃（キャノン） - 複数の氷の砲台を造り出す。作中では無属性の瓦礫を砲弾にして発射した。
    - 魔王の前腕甲（ヴァンブレイス） - 自身の右腕に巨大な氷の腕を造り出し、その腕に持った物を勢いよく投げ飛ばす。
    - 銀世界（シルバー） - 氷の滅悪魔法の力を発動させ、辺り一面を一瞬で氷漬けにする。
    - 壁（ウォール） - 巨大な氷の壁を造り出す。

  - 氷欠泉（アイスゲイザー） - 地面から大量の氷を間欠泉のように噴き出させる。
    - ジュビアゲイザー

  - 氷雪砲（アイスキャノン） - 巨大な氷の大砲から強烈な砲撃を放つ。
  - 氷聖剣（コールドエクスカリバー） - 身の丈を超える氷の大剣を振りかざす。
  - 氷魔剣（アイスブリンガー） - 一対の氷の剣で十字に切り裂く。
  - 氷槌（アイスハンマー） - 柄の長い氷のハンマーを相手に叩きつける。
    - ジュビアハンマー

  - 氷結斬破（コールドスライサー） - 氷の斬撃で前方を一掃する。ジュビアの水流斬破をヒントにした魔法。
  - 氷刃・七連舞（ひょうじん・ななれんぶ） - 腕と肘に付けた氷の刃で敵を切り裂く連続攻撃。
  - ジュビアフリーズ
  - 重装騎兵団（ヘビーナイツ） - 氷で作られた複数のサイズの騎士たちを作る。これら騎士たちは、槍を振るう複数の大きな騎士たちと槍と盾のペアを振るう巨大な騎士たちで構成されている。巨大な騎士たちは相手に向かって突進し、槍でそれを突き刺し、大きな騎士たちは相手を槍で斬りつけて終わった。
  - 氷結海嘯（アイスウエーブ） - 合体魔法（ユニゾンレイド）。

- 氷の滅悪魔法
  - 氷魔の激昂（ひょうまのげきこう） - 口から広範囲に冷気を放つ。
  - 氷魔零ノ太刀（ひょうまゼロノタチ） - 氷で造った太刀で居合い斬りを放ち、相手を氷漬けにする。
  - 氷魔零ノ破弓（ひょうまゼロノハキュウ） - 氷で造った弓矢で相手を貫く。
  - 氷魔零ノ破拳（ひょうまゼロノハケン） - 氷で造った手甲を両拳に纏い、相手を殴り飛ばす。

- 絶対氷結（アイスドシェル） - 詳細は魔法を参照。
  - 消失絶対氷結（ロスト・アイスドシェル） - 「黒魔術教団」の潜入中にゼレフやENDを倒すため見つけた秘策。自らの命と存在と記憶を全ての魔力に変え、従来の数百倍の威力に上げる消失（ロスト）属性を付加した絶対氷結。その代償として自分の存在を世界中の人間の記憶から消してしまうが、ナツに止められ不発に終わった。

- ショットガン - 合体魔法（ユニゾンレイド）。ジュビアの操る水から造り出した複数の氷の弾丸を同時に飛ばす。

### エルザ・スカーレット (Erza Scarlet)
声 - 大原さやか、二ノ宮愛子（赤ん坊時代）
本作品のヒロインの一人。「妖精の尻尾」の中でも数少ない、S級の仕事を請け負うことのできるS級魔導士。血液型A型。「妖精女王（ティターニア）」の異名を持つ。19-20⇒20-21⇒21-22歳で、左腕に青い紋章がある。好きなものは武具・鎧、嫌いなものは悪。好きな食べ物はチーズケーキとスフレ。
人物像
腰近くまで伸びた緋色の長髪の美女で、衣服の上に鎧 を普段着として身に着けている。その高い戦闘力や決して敵に屈しない精神力から「妖精の尻尾」最強の女と言われ、加えて厳格かつ豪胆・男勝りな性格からメンバーに恐れられているが、仲間が悩みを抱えている時は相談に乗り励ますなどの優しさも併せ持つ。ギルドと仲間達への思いは人一倍強く、特にギルドマスターのマカロフに絶対的な信頼を寄せており、「妖精の尻尾」の法を犯した者やマカロフを裏切った者には怒りを露にし誰であろうと容赦しない。ギルド内でまとめ役を担うことも多い一方で周囲とはやや感覚がずれている所があり、その生真面目さゆえに天然ボケを咬ましたり、自身の常識に則って行動して無意識に周囲を振り回すこともしばしば。酒に酔うと極めて攻撃的になる。
過去・関係
右眼はギルド加入前の奴隷時代に潰されており、現在はポーリュシカが作成した精巧な義眼が移植されている。当初は義眼から涙を流すことができなかったが、「楽園の塔」編を経て再び涙が流れるようになる。片目が義眼である影響で、視覚から効果を及ぼす魔法全般を無効化できる（ただし、両目で見ると半分は効果を受ける）。
生後まもなくローズマリー村に捨てられ、その村が襲われてからは楽園の塔の建設のために奴隷の一人として虐げられていた。同じ奴隷だったジェラールとは当時から惹かれ合っており、仲間を庇ったジェラールが捕まった際には彼を助けるために反乱を起こしたものの、彼は既にゼレフの亡霊 の洗脳にかかっており、仲間の命を人質に取られ、塔へ近づくことを禁じられた上で外界に放り出されてしまった。その後、塔の中で自分の命を救ってくれたロブが「妖精の尻尾」に所属していたことから、自身もそれを追いギルドに加入した。楽園の塔時代の少女らしく明るい性格から一変、ギルド加入当初は「また誰かを失うかもしれない」という恐怖心から周囲と距離を置いていたが、グレイがその複雑な感情に気付いたことで徐々に心を開いていく。かつてミラジェーンとは犬猿の仲で、この頃からナツとグレイの喧嘩を止めていたのにも拘らず、彼女とは壮絶な喧嘩を繰り広げていた。
本編の行動
ギルド解散後は、「魔女の罪」と連携し、ゼレフに繋がる「黒魔術教団」を調査していた。その過程で再会したグレイと組み詳しい調査を行っていたが、ナツ達の介入で作戦を変更し、協力して「黒魔術教団」を壊滅させた。
ギルド復興後はレビィの采配により、マカロフが帰ってくるまでの暫定として「妖精の尻尾」七代目マスターに就任する（マカロフ救出後はその座を辞退し、マカロフがマスターに再就任した）。
アルバレス帝国との戦いでは、ナツとグレイが理性を失い死闘を繰り広げた際には自らの負傷を厭わず仲裁に入り、力尽きたマカロフの最後の言葉を伝え、涙を流しながら2人を抱き締める。その後スプリガン12の一員である実母アイリーンと対峙。強力な付加術を駆使する彼女に苦戦するも、ウェンディの援護もあり一矢報いた。そして戦いの最中で自分への母性愛を思い出したアイリーンが自害した際はその死を看取り、親娘としての今生の別れを告げた。
アクノロギア討伐後、ジェラールらに恩赦が与えられたことを機に、それまで興味のなかった髪の手入れをするようになった。その後、ナツ、ルーシィ、ハッピー、グレイ、ウェンディ、シャルルと共に100年クエストに挑戦している。
100年クエストの行動

その他
名前の由来は読切『FAIRY TALE』のヒロイン「エル」から。収穫祭のミスコンでは1位になり、50万Jを手にした。モバゲーで行われた人気投票「ミスフェアリーテイルコンテスト2012」でも再び1位に入賞した。『週刊少年マガジン』での人気投票では3位に入賞。外伝『FAIRY GIRLS』ではルーシィ、ジュビア、ウェンディと共に主人公を務めている。
- 騎士（ザ・ナイト） - 換装により自身の装備品（武器と衣服）を一瞬で変化させる魔法。武器のバリエーションは剣・槍・斧などがあり、衣服（鎧）は100種類以上も所有している。魔法空間に入れて持ち運べる装備品の数には限界があり、入りきらないものは5つ借りている女子寮の部屋に保管している。アニメオリジナル版においてはこの魔法をコピーする魔導士が複数存在し、その際は換装だけでなく、エルザのストックしている装備品までコピーされる。また、劇場版においては入手した装備品をどのように魔法空間へ収納しているのかが判明した。
  - ハートクロス鎧（ハートクロスよろい） - エルザの普段の鎧。
  - 天輪の鎧（てんりんのよろい） - 同時にいくつもの武器を操ることができる銀の鎧。ドレスを着用しており、背中から二対の翼が生えている。鎧の周りに剣が舞っている。
    - 天輪・繚乱の剣（てんりん・ブルーメンブラット） - すれ違い様に、無数の剣で相手を連続で切り裂く。
    - 循環の剣（サークル・ソード） - 数本の剣を円状に回転させる。
    - 天輪・三位の剣（てんりん・トリニティソード） - 両手に持った剣で相手を三角形を描くように切り裂く。
    - 天輪・五芒星の剣（てんりん・ペンタグラムソード） - 両手に持った剣で相手を五芒星を描くように切り裂く。

  - 黒羽の鎧（くれはのよろい） - 一時的に攻撃力を大幅に引き上げる黒い鎧で、跳躍力も上昇する。蝙蝠のような黒い翼と十字架の模様があり、髪型がポニーテールになる。
    - 黒羽の鎧Ver2 - 羽や細部のデザインが一部変わっている。
    - 黒羽・月閃（くれは・げっせん） - 攻撃力を上げた状態から持っている剣で斬撃を繰り出す。

  - 炎帝の鎧（えんていのよろい） - 炎に耐性を持った赤い鎧。赤い翼があり、髪型がツインテールになる。
    - 炎帝・昇炎斬（えんてい・しょうえんざん） - 炎を纏った刃で斬り上げる。

  - 巨人の鎧（きょじんのよろい） - 投擲力を上げる黄色の鎧。肥大化した右腕の手甲と頭には黄色い獣耳のような飾りがある。槍などの遠距離攻撃を目的とした武具と合わせて使用する。
    - 破邪の槍（はじゃのやり） - 闇を退ける槍。「巨人の鎧」と合わせて使用された。

  - 金剛の鎧（こんごうのよろい） - 超防御力を誇る白い鎧で、兜が付いている。アニメでは盾と合わせて使用した。魔導収束砲『ジュピター』の一撃を防ぐほどの防御力を誇る。
  - 煉獄の鎧（れんごくのよろい） - エルザが所有する鎧の中でも最強クラスの鎧。黒く禍々しい形状をしている。原作では斑鳩に一瞬で破壊されたが、アニメでは巨大な剣を持ち一振りで周りのものが粉々になった（エルザ曰く「この姿を見て立っていた者はいない」）。
  - 雷帝の鎧（らいていのよろい） - 電撃に対し耐性を持った水色の鎧。二つのリボンが付いたカチューシャを着け、三つ編みの髪型をしている。
  - 飛翔の鎧（ひしょうのよろい） - 速度を上げる豹柄の鎧。獣耳を着けている。
    - 飛翔・音速の爪（ひしょう・ソニッククロウ） - 速度を上昇させた状態から両手に持った双剣で相手を切り刻む。

  - 悠遠の衣（ゆうえんのころも） - 収縮自在な紫の和装の鎧。ミッドナイトの「屈折」に対し使用。
  - 妖精の鎧（アルマデュラ・フェアリー） - ギルドの名を冠すピンクの鎧で、その名の通りエルザが呼び出す鎧では最強の鎧。ピンク色でマントを羽織り、所々に翼の意匠がある。
    - フェアリー・バースト - 剣にエネルギーをチャージし、強力な突進で相手を攻撃する。
    - 妖精剣・流星（ようせいけん・ながれぼし） - 天体魔法を付加した剣で攻撃する。

  - 海王の鎧（かいおうのよろい） - 水に対し耐性を持った緑の鎧。緑色でエラの意匠があり、露出度が高い。
    - 海王の剣（かいおうのけん） - 砂属性の魔法や相手を固めて攻撃できる水の剣。「風神の鎧」と合わせて使用された。

  - 誘惑の鎧（ゆうわくのよろい） - セクシーな衣装を模った鎧。実際に使われたことはなくイメージのみ登場。
  - 明星の鎧（みょうじょうのよろい） - 名称の初出はアニメ版から。強い光を発する白と橙の鎧。肩と腰にオレンジ色の装飾（肩には羽が付いている）があり、髪型が団子状になる。
    - 明星・光粒子の剣（みょうじょう・フォトンスライサー） - 両手に持った剣から光を飛ばし攻撃する。

  - 天一神の鎧（なかがみのよろい） - 第二魔法源を解放したことで発動・装備可能になった金の鎧。ライオンのような肩当てと羽衣を身に纏う。レビィによると装着時の魔力消耗が激しいため装備できる者が10年間現れなかったとされるが、纏うと空間や魔法さえも切り裂くことが出来る。
    - 天一神・星彩（なかがみ・せいさい） - 持っている薙刀で相手を叩き伏せる。

  - 幽絶の鎧（ゆうぜつのよろい） - 名称の初出はアニメ版から。羽根のように剣を装備した白いドレスのような鎧。その剣は触れたことに気づかせない。
  - 風神の鎧（ふうじんのよろい） - 風を操る桜色の鎧。頭に2つの羽飾りがあり、羽毛が付いた衣装を着て髪を下部分で結んでいる。
    - 風神の剣（ふうじんのけん） - 砂属性の魔法を吹き飛ばした風の剣。「風神の鎧」と合わせて使用された。

  - 紅黒の双刃（こうこくのそうじん） - バニーガールを模したような鎧を纏い、それぞれ両手に持った白と黒の剣で十字状の一撃を繰り出す。
    - 双刃無双斬（そうじんむそうざん） -「紅黒の双刃」を一本の剣に融合させ、極限の斬撃を繰り出す。

  - 清心の衣（せいしんのころも） - 名称はゲームで登場。魔力消費のない赤い軽衫と胸の晒のみの鎧。
    - 紅桜（べにざくら） - 妖刀。殺傷力は強いものの魔力消費が激しい。
      - 真・紅桜（しんべにざくら） - 滅竜属性が付加された紅桜。

    - 滅竜剣ベルセリオン（めつりゅうけんベルセリオン） - ウェンディの魔法で滅竜属性が付加された刀。
    - 紅桜一閃（べにざくらいっせん） - 「紅桜」を使って相手に向かって突進し、一気に斬りつける。
    - 氷炎剣（ひょうえんけん） - ナツの炎とグレイの氷を付加した二刀で斬撃を繰り出す。

  - 千手の鎧（せんじゅのよろい） - 東洋仏教のテーマを特徴とし、4つの追加の腕にはそれぞれ剣があり、腰から下の機能とデザインは「天一神の鎧」に似ている。
    - 千手・悪霊退散（せんじ・あくりょうたいさん） - 4つの義手の助けを借りて6つの剣を相手に斬りつける。

### ウェンディ・マーベル (Wendy Marvel)
声 - 佐藤聡美
本作品のヒロインの一人。元「化猫の宿」メンバー。「天空の巫女」「天竜」の異名を持つ。血液型B型。12-13⇒13-14⇒14-15歳で、右腕に水色の紋章がある。好きなものはシャルル、嫌いなものは梅干し。
人物像
藍色の長髪 を持つ華奢な少女。柔和かつ温順で健気な性格だが気弱でおどおどしており、引っ込み思案な傾向がある。その一方で仲の良いシャルルの前では時折頑固な一面を見せ、「妖精の尻尾」に入ってからはそれ以前に比べて明るくなった。また、年頃の女の子らしく自分の胸の小ささや成長にコンプレックスを抱いており、リーダスの描いた将来予想図 に涙したり、レビィと共に巨乳好きであるタウロスに苦手意識を抱いている。青年メンバーと共にする機会が多いことからか無理矢理パーティで飲酒させられたことがあるが、下戸でいずれも目を回してぐったりしている。ギルド入り等の経緯から、ナツ達とは共に行動する機会が非常に多い（アニメ版やOADにおいても原作に比べ出番が増えている）。ナツのことを慕っており、シェリアに「愛している」と指摘された際には、顔を真っ赤にして恋愛感情を否定しつつも憧れや兄のような存在と答えている。実際、恋愛事に関しては初心な年頃であり、周辺カップルの「ないしょ話」を滅竜魔導士ゆえの耳の良さで聞き取ってしまうと赤面している。
魔法・戦闘スタイル
天竜・グランディーネに育てられた第一世代の「天空の滅竜魔導士」。使える天空魔法の魔力の源は「空気」。「炎」や「鉄」と違い「空気」は普遍的に散布されているため、いかなる場所・状況においても一定の魔力回復が可能という優位性を持つ。ただし環境に依存する面があり、空気がきれいな程魔力が強まるが、逆に空気が汚れた環境では魔法が使えなくなる弱点を持つ。魔導士の能力上昇を付加する付加術士（エンチャンター）でもあり、補助系の魔法が中心で攻撃魔法はニルヴァーナ編から覚え始めた（主にナツの魔法を手本にしている）。付加魔法は滅竜属性なども付加可能。
過去
400年前、アクノロギアを倒す計画で選ばれた5人の身寄りのない子供の一人で、ナツとガジルの喧嘩を泣きながら仲裁していた。幼い頃にグランディーネが消えたことで路頭に迷っていた所をジェラール（ミストガン）に助けられ、しばらく共に旅をした後「化猫の宿」に預けられた。
本編の行動
同じ滅竜魔導士のナツの噂を聞き、彼からグランディーネの手掛かりを得るために「連合」に参加（ウェンディ自身も一度ナツに会ってみたいと思っていたらしい）。ニルヴァーナ破壊後「化猫の宿」が事実上消滅したため、エルザの発案で「妖精の尻尾」に入った。
大魔闘演武ではマカロフの考案で最強チームに加わる形で参戦するが、「大鴉の尻尾」のオーブラに襲撃されて魔力枯渇の症状に陥り、エルフマンと交代。後にリザーブ枠として参戦し、3日目のバトルパートで「蛇姫の鱗」のシェリアと対戦。ポーリュシカの滅竜奥義の伝授や第二魔法源の開放も含めて善戦し引き分けに終わり、シェリアと友人関係を結んだ。
「冥府の門」との戦いではエゼルと対戦。清浄な空気とフェイスの周囲に漂う濃密度のエーテルナノを吸収し、ドラゴンフォースを発動させて勝利、フェイスを一基シャルルと共に破壊した。
ギルド解散後、「妖精の尻尾」復活までの間という約束でシャルルと共に「蛇姫の鱗」に移籍し、自身の強化の影響でナツ同様の乗り物酔いをするようになった。シェリアと共に「天空シスターズ」と称されギルドのアイドル的存在になっていたが、彼女への気遣いからナツに誘われた「妖精の尻尾」の仲間探しも一度は断った。しかし、「蛇鬼の鰭」との一件の後にシェリアに諭され、ナツ達と共に旅に出た。
アルバレス帝国との戦いではグレイ、エルザ、シャルル、ジュビア、ラクサスと共に「蛇姫の鱗」「人魚の踵」が戦うハルジオンに向かい、ディマリアと戦うシェリアに加勢した。「ユニバースワン」発動後はエルザと共にアイリーンと対峙、彼女の人格付加で身体を乗っ取られてしまうが、意識を上書きされる前に逆に空になったアイリーンの体に自分の人格付加を行い生存、アイリーンの身体に残る高い魔力による分離付加で元の身体を奪還するが、その過程で傷を負わされたことで倒れた。
アイリーンの死後、エルザと共に回復するが、アクノロギアによって奪われた。他の滅竜魔導士達と共に封印されたが、シャルルの声で開放される。その後、ナツ、ガジル、スティング、ローグ、エリックやラクサスと共に最終決戦に参戦している。
アクノロギア討伐後はナツ、ルーシィ、ハッピー、グレイ、エルザ、シャルルと共に100年クエストに挑戦している。
100年クエストの行動

その他
元は水を操る水竜という設定であった為、名前の由来は水曜日の英語読み「Wednesday（ウエンズデー）」から。モバゲーで行われた人気投票「ミスフェアリーテイルコンテスト2012」では2位に入賞。男女混合の人気投票では5位に入賞した。外伝『FAIRY TAIL ブルー・ミストラル』では主人公を担当しており、「妖精の尻尾」に加入したばかりの頃のエピソードが描かれている。同様に外伝作の『FAIRY GIRLS』ではルーシィ、エルザ、ジュビアと共に主人公を務めている。現時点で2つのスピンオフ作品で同時に主役を務める唯一の女性キャラクターである。
- 天空の滅竜魔法
  - トロイア - 対象者のバランス感覚を養わせる。連続して使用すると、効果が薄れてしまう。主にナツの乗り物酔い用に使われる。自分自身には効果がないばかりか、乗り物酔いしている時は効果がなくなる。
  - バーニア - 対象者の移動速度を加速させる。
    - イルバーニア - 移動速度を倍化させる。

  - アームズ - 対象者の攻撃力を強化する。
    - イルアームズ - 攻撃力を倍化させる。

  - アーマー - 対象者の防御力を強化する。
    - イルアーマー - 防御力を倍化させる。

  - レーゼ - 対象者の状態異常を回復する。
    - リレーゼ - 一度受けた状態異常に耐性を持たせる。

  - 神の王冠（デウスコロナ） - 全属性への耐性を上昇させる。
  - 神の騎士（デウスエクエス） - 全身体能力を上昇させる。
  - 神の無加（デウスゼロ） - 相手にかけられた付加術を分離・無効化する高度な付加術。
  - 滅竜印（めつりゅういん） - 対象者の魔法に滅竜属性を付加させる。
  - 治癒魔法 - 解毒・解熱・痛み止め・傷の治癒・体力の回復などを行える魔法。自分には使えない。
  - 天竜の咆哮（てんりゅうのほうこう） - 空気から力を吸収して溜めこみ、口から竜巻のようなブレスを放つ。
  - 天竜の翼撃（てんりゅうのよくげき） - 両手から風の渦を発生させて攻撃する。ナツの「火竜の翼撃」を模倣したもの。
  - 天竜の鉤爪（てんりゅうのかぎづめ） - 風の勢いを加えて蹴りを放つ。
    - 天空甲矢（てんくうはや） - 「天竜の鉤爪」の強化版。

  - 天竜の砕牙（てんりゅうのさいが） - 風を纏った爪を振りかざし、相手を切り裂く。
  - 天竜の波颪（てんりゅうのナミオロシ） - 巨大な竜巻を起こし、相手を吹き飛ばす。
  - 滅竜奥義（めつりゅうおうぎ）
    - 照破・天空穿（しょうは・てんくうせん） - 相手を風の結界に閉じ込め、閃光の如き風の波動で相手を攻撃する。
    - ミルキーウェイ - 自身の周囲に魔法陣を描き、この世に留まっている竜の魂を具現化させる。他の滅竜奥義と違い攻撃用ではないため、当初は魔法陣の文字を間違えていて発動出来なかった。

  - ドラゴンフォース - 滅竜魔法の最終形態。発動すると背中・手首・足首に羽が生え髪の色が薄紫になる。フェイスの近くに漂う高濃度のエーテルナノが混じった空気を食べることで発動した。当初この状態を長時間維持することはできなかったが、X792年には自力で発動可能になっている。

- 空裂砲（くうれつほう） - エドラスの魔法。筒状の物体で、空気の魔法弾を発射する。ただし、上手く扱えなかった。

### シャルル (Charles)
声 - 堀江由衣
6-7⇒7-8⇒8-9歳で、背中にピンク色の紋章がある。好きなものはダージリンティー、嫌いなものはオスネコ。
人物像
ハッピーと同族の白い体色のメスネコ。ウェンディがタマゴから孵し、幼い頃から共に「化猫の宿」で育った。しっかり者で勝気な性格だが、ウェンディに対してはやや過保護気味。ハッピーに一目惚れされるが初対面の時から彼を快く思っておらず「オスネコ」と呼び蔑んでいたが、エドラスでの出来事を通じて名前で呼ぶようになり、彼に対する態度も軟化していった。
関係
「妖精の尻尾」の仲間達に対しても加入当初は距離を置いていたものの、エドラスから帰還後は交流を持っている。それでも、基本的に男性は軽視しており「妖精の尻尾」のメンバーのことを「オス共」と呼ぶことがある。また、飲酒すると後述の王女気質が本能的に目覚めるのか、ハッピーやリリーを召使いの如くこき使う。
正体
エドラスのエクスタリアの女王・シャゴットの娘であり、ハッピーと同じく、6年前にエドラスから送り込まれたエクシードの一人。自身の持つ「滅竜魔導士抹殺の使命」に関する記憶から当初は抹殺対象であるウェンディを遠ざけていたが、ウェンディの優しさに触れたことで使命に反し、彼女を守ることを誓う。ハッピーを嫌っていたのも男性であること以上に、エクシードの使命を知らずに育ったことへの妬ましさ故のものだった。
本編の行動
「化け猫の宿」消滅後はウェンディと共に「妖精の尻尾」に所属する。
ギルドの仲間達を救出すべくエドラスに赴き、自身の中の情報を頼りに案内役を務めるが、その結果ナツ、ルーシィ、ウェンディはエドラス軍に囚われの身となり、使命は上書きにより「抹殺」から「捕獲」に変更されていたことを知らされる。エクスタリアの掌の上で踊らされていたことに絶望してしまうが、「『妖精の尻尾』の魔導士」の誇りを胸にするハッピーと逃亡中に出会った彼の両親のおかげで立ち直り、ウェンディ達の救出に成功した。事件解決後、アースランドに子供達を避難させるための方便だった「滅竜魔導士抹殺の使命」は母親譲りの予知能力が無意識に発現した為、脳裏に浮かんだ断片的な未来をシャルル自身が使命として誤解してしまったものであったことが判明。これにより、シャゴット達と和解した。なお、本人はシャゴットとは実の親子であることは知らされていないが、エドラス王都でルーシィを救出する際、エドエルザの前で「エクスタリア王女」をハッタリで名乗っている。
エドラスからの帰還後は、予知能力をコントロールできるように努めており、未来に起こる危機などを度々予知している。「悪魔の心臓」編では未来予知により、不穏な未来を見たためウェンディに忠告をし、それでもなお向かったウェンディのために自身も向かい、ハデスの心臓を破壊したりした。「冥府の門」との戦いではこの能力でフェイス一基の破壊に貢献した。
100年クエストの行動

その他
「シャルル」の名前はフランス語では男性名になるため、地域によってキャラクター名が異なっている。公式人気投票では10位。
- 翼（エーラ）
  - MAXスピード
  - ひっかき

- 予知能力
- 変身魔法 - X792年に覚えた魔法。猫耳と尻尾があり、猫の形をした髪留めを付けた白い長髪の少女の姿に変身する。少し魔力が上がり、予知能力が強くなる。ただし、ハッピーはこの姿が好みではないらしい。
  - ホワイトムーン - 変身状態で繰り出す回転蹴り。

## メンバー

### 準主要人物
ガジル・レッドフォックス (Gajeel Redfox)
声 - 羽多野渉
元「幽鬼の支配者」最強の男。「鉄竜（くろがね）のガジル」の異名を持つ。血液型B型。左肩に黒い紋章がある（「幽鬼の支配者」所属時は右肩に紋章があった）。好きなものは鉄・ガラクタ、嫌いなものは空腹。
背に伸びる程の粗い髪に加え、眉・鼻・口元のネジを思わせるピアスに強面が特徴の野性的な青年。「ギヒッ」という特徴的な笑い方をし、口癖は「イカれてるぜ」（ギルド解散後は「逮捕」と言うようにもなり、頻度としてはこちらの方が多くなっている）。趣味は音楽で、時折ギターを片手に白いスーツを着て自作の曲を演奏するが、メンバーからの評価はイマイチ。同じ滅竜魔導士であるナツとウェンディがネコ（エクシード）を連れていることを羨ましがり、後にエドラスで戦ったリリーを自分のパートナーにした。その為、リリーに対しては素直な感情を出すことが多く、行動も共にしている。ナツとは強烈なライバル関係で、共通の敵を撃破する時以外は基本的に犬猿の仲であり彼を未だに異名で呼んでいる他、「幽鬼の支配者」時代の雪辱を果たすため、いずれは自分自身の手で倒すことを宣言している。温泉好きという一面もある。
鉄竜・メタリカーナから滅竜魔法を教わった第一世代の「鉄の滅竜魔導士」。体の各部を様々な鉄の武器・道具に変えることが出来、全身を鋼鉄の鱗でコーティングすることで攻撃力と防御力を倍加させる事も可能で、毒性の攻撃に対しても一定の耐性がある。鉄製のものを食べることで自身の魔力や体力の回復・増幅が出来る。現在、第一世代の滅竜魔導士では唯一ドラゴンフォースを発動させた描写が一度もなく、ガジル自身も他の滅竜魔導士に後れを取っていたことにコンプレックスを抱いていた。
400年前、アクノロギアを倒す計画で選ばれた5人の身寄りのない子供の一人で、この頃からナツとは喧嘩ばかりしていた。「幽鬼の支配者」時代はマスター・ジョゼからの信頼も厚く、彼からは基本的に「ガジルさん」と敬称付けで呼ばれていた。元評議院のベルノとはその頃からの知り合いで、問題を起こして評議院に呼び出される度に気にかけられていた。当時は仲間からも恐れられるほど冷酷な性格で、「妖精の尻尾」の建物を破壊したり、「シャドウ・ギア」の面々を叩きのめした挙句、木に拘束するといった非情な行動を繰り返した。「妖精の尻尾」との抗争ではナツと激戦を繰り広げるが敗れる。
「幽鬼の支配者」解散後はジュビアの紹介とマカロフの導きにより「妖精の尻尾」に加入するが、上記の件もあり当初は他のメンバーとの折り合いは悪く、特に「シャドウ・ギア」のジェットとドロイからはかなり警戒されていた。だが、本人なりに不器用な性格ながらメンバーと仲良くなろうと努力したことで名実ともに「妖精の尻尾」の一員となった。レビィからは恋心を抱かれるようになり、後にガジルも彼女に想いを寄せるようになる。「バトルオブフェアリーテイル」ではナツと共闘してラクサスに挑むとその凄まじい力に圧倒される。しかし、自らを避雷針にすることでナツを援護し勝利する。マカロフの命令で「大鴉の尻尾」の下に二重スパイとして出入りし、イワンの動向も探っていた。エドラスではナツ達とは別行動を取り、裏で魔水晶になったグレイやエルザを救出していた。
S級試験ではレビィのパートナーとなって参加。大魔闘演武にはBチームとして出場し、これ以降は修行による自身の強化の影響で、ナツ同様に乗り物酔いをするようになった。最終日ではローグと対戦。最初は圧倒していたものの突如として変貌したローグに逆襲されるが、影を食べ「鉄影竜」となり撃破した。その後、エクリプスから現れた竜の一頭と戦った。「冥府の門」との戦いではトラフザーと対決、彼の呪法によって広範囲を微量の炭素を含んだ水で満たされたことで不利になるが、レビィの魔法により危機を脱し、水中の炭素を吸収したことで身体を鋼へと強化させてトラフザーを撃破した。その後、メタリカーナと束の間の再会を果たすが、僅かな言葉を交わした後に昇天する彼を目に涙を貯えながらも見送った。
ギルド解散後、ウォーロッドの誘い でレビィ、リリーと共に評議院強行検束部隊に所属。隊長を務めるまでに出世したが、「黒魔術教団」壊滅後「妖精の尻尾」に合流した。ナツ達がアルバレスに潜入することを聞き出し、ラクサスと「雷神衆」を探すため大魔闘演武で結成したBチームにエルフマン（エバーグリーン目当てでついてきた）、レビィ、リサーナを加え「青い天馬」に向かう。アルバレス帝国との戦いではミラ、リリー、レビィ、エルフマン、リサーナと共に「青い天馬」「剣咬の虎」が戦うフィオーレ北方に向かい、全滅させられたスティング達の仇を取るためブラッドマンと対峙。全身が魔障粒子で構成された彼に苦しめられるが、レビィを守るために逆に魔障粒子を喰らって「鉄」と化し、同じ属性になったことでブラッドマンを倒した。直後に彼の悪あがきで黄泉の世界に道連れにされそうになり、涙ながらにレビィに想いと別れを告げるが、完全に黄泉の世界に引きずり込まれる前にアイリーンの「ユニバースワン」が発動したことで死を免れ、転送先の天狼島で出会ったゼーラを連れ戦場に帰還する。リリーとレビィと再会するが、レビィが涙を流して彼女をギルドに戻すという約束を思い出させるまで彼女によって蹴られた。マカロフの「妖精の法律」に照らしてショックられ、それが沈静化した後、レビィと共に混乱させる。その後、休む機会を取る。アイリーンの死後、「ユニバースワン」が元に戻り、光が大地を包み込み、フィオーレが元に戻るとレビィを彼に引き寄せ、彼女につかまるように言いす。ゼレフとメイビスの死後、マカロフが生き返る目撃する。しかし、時の狭間で時間魔法を吸収し、それを使って全て滅竜魔導士達を送ったアクノロギアによってテレポートされた。他の滅竜魔導士達と共にクリスタルの柱に封印されたが、レビィとリリーの声を聞いて開放される。その後、彼を倒すつもりでアクノロギアに対決ためにナツ、ウェンディ、スティング、ローグ、エリックやラクサスと共に最終決戦に参戦する。
アクノロギア討伐・消滅後はレビィとより親密な仲になり、X793年にレビィは彼の子供を身籠る。
名前の由来は鉄を食べる時の音「ガジガジ」から。外伝『FAIRY TAIL外伝 ロードナイト』では主人公を務めており、「幽鬼の支配者」加入前の過去や、ギルド解散後の評議院としてのエピソードが描かれている。
- 鉄の滅竜魔法 
  - 鉄竜棍（てつりゅうこん） - 腕や足を伸縮自在の鉄の棍棒に変えて打撃を放つ。
  - 鉄竜剣（てつりゅうけん） - 腕や足を鉄の剣に変えて斬撃を放つ。
    - 鉄竜剣・神衝（てつりゅうけん・しんしょう） - 名称はゲームで登場。「鉄竜剣」で連続斬りを繰り出す。
    - 鉄竜剣・鬼神斬（てつりゅうけん・きしんざん） - 名称はゲームで登場。2本の「鉄竜剣」で連続斬りを繰り出す。

  - 鉄竜の咆哮（てつりゅうのほうこう） - 口から鉄の破片などを含んだブレスを放ち、相手を切り刻む。
  - 鉄竜槍（てつりゅうそう） - 手や足を鉄の槍に変えて攻撃を繰り出す。
    - 鉄竜槍・鬼薪（てつりゅうそう・キシン） - 「鉄竜槍」の腕で高速の連続突きを繰り出す。

  - 鉄竜の剛拳（てつりゅうのごうけん） - 名称はアニメ27話で登場。鉄の拳でパンチを放つ。
  - 鉄竜の鱗（てつりゅうのうろこ） - 体の一部（または全体）を鋼の鱗で覆い、攻撃力と防御力を格段に上がる。
  - 滅竜奥義（めつりゅうおうぎ）
    - 業魔・鉄神剣（ごうま・てつじんけん） - 両手を合わせて巨大な鋼鉄の剣に変化させ、それを振り下ろし強烈な斬撃を繰り出す。
    - 業魔・鉄螺旋（ごうま・てつらせん） - アニメ72話で登場。両足を鋼鉄のドリル状に変化させ、回転しながら相手を貫く。

- モード鉄影竜（モードてつえいりゅう） - ローグの影を食らい、自身の鉄属性にローグの影属性が融合した状態。ローグ同様自身の体を「影」と化すことで回避や移動が可能。
  - 鉄影竜の咆哮（てつえいりゅうのほうこう） - 口から鉄属性と影属性が一体となったブレスを放つ。
  - 鉄影竜棍（てつえいりゅうこん） - 「影」化した状態で「鉄竜棍」を放つ。
  - 鉄影竜の鉄斬撃（てつえいりゅうのてつざんげき） - 「影」化した状態で斬撃を繰り出す。

- 鋼（はがね） - トラフザーの「天地晦冥」の水に含まれた微量の炭素を吸収することで身体を変化させた状態。通常より硬度が高い攻撃が可能。
  - 鋼竜剣（こうりゅうけん） - 「鋼」に変化して硬度が強化された「鉄竜剣」。

- 鉄（くろがね） - ブラッドマンの微量な鉄分を含んだ魔障粒子と同化して黒い鉄と化した状態。これにより全身が魔障粒子のブラッドマンに攻撃を加えられるようになった。

パンサーリリー (Panther Lily)
声 - 東地宏樹
元エドラス王国軍第一魔戦部隊隊長。愛称はリリー。背中に白い紋章がある。好きなものはキウイ、嫌いなものは雷。
左目に傷のある黒豹に似たエクシード。人間の成人男性並の体躯を持つが、アースランドでは身体の調子が合わず、通常のエクシード並に身体が縮んでしまった（短時間なら元の姿である「戦闘フォーム」に戻れる）。基本的には生真面目で至って冷静な性格だが、パートナーになったガジルに多かれ少なかれ影響されてきており、性格や口癖が移って来ている。
鍔に猫の顔の意匠があるリリー自身の4倍の大きさの両刃剣「バスターマァム」を使い、刀身のサイズを変化できる。エドラスの戦闘でガジルに破壊され、後に「悪魔の心臓」メンバーが所持していた「バスターマァム」と同様の効果を持つ刀身に音符が刻まれた片刃剣「ムジカの剣」 を戦闘中に強奪、普段は自分の体のサイズに合わせて縮小し背中に帯剣している。
エドラス時代、幼少時のジェラール（ミストガン）を治療する為、無断でエクスタリアに連れ帰った事を理由に堕天の烙印を押され、故郷を追われて王国に与した。かつての同胞達を皆殺しにするコードETDには従っていたが、内心ではエクスタリアを愛しており、魔水晶衝突の際にシャゴットと和解した。アニマの逆展開で他のエクシード達と共にアースランドに渡った後はミストガンが所属していた「妖精の尻尾」に加入し、ガジルのパートナーにもなった。ギルド内では同じエクシードのハッピー、シャルルと共に「エクシード隊」も結成している。アースランド、エドラス両世界のエルザと同じ組織に属していることになる。
- 翼（エーラ）

レビィ・マクガーデン (Levy McGarden)
声 - 伊瀬茉莉也、葉山いくみ（249〜253話代役）
チーム「シャドウ・ギア」リーダー。血液型AB型。17-18⇒18-19 ⇒ 19-20歳で、背中に白い紋章がある。好きなものは本と鳥、嫌いなものは暗い所。
青髪に黄色のターバンが特徴の少女。また、時々眼鏡をかけていることがある。ギルドの女性陣に比べて比較的小柄な体型。そのことに関しては自覚しており、胸がやや小さいことにもコンプレックスを抱いている。ルーシィとは同い年かつ本好きという共通点もあり、意気投合。ルーシィが書いている小説を見せてもらい、その内容が意外と面白かったのでますますルーシィを気に入っている。彼女のことは「ルーちゃん」と呼んでいる。恋愛には比較的目ざとく、OAD「妖精たちの合宿」ではルーシィをナツのことでからかったりしていた。ジュビアとは対照的に笑い上戸で、飲酒すると何を言っても笑い続けるため、男性陣の被害は最も少ない。幼少期は内気で大人しい性格で、両親が他界した事でギルドに預けられた。
語学に長けており、古代文字を何種類か翻訳することが出来る。「バトル・オブ・フェアリーテイル」では「術式魔法」を一人で解読し、足止めされていたナツとガジルを参戦させることに成功する。寮の自分の部屋は図書館並の本で埋め尽くされている。
「幽鬼の支配者」時代のガジルにジェットとドロイ共々見せしめのために痛めつけられたことから、ガジルが「妖精の尻尾」のメンバーとなった当初は彼を恐れていたが、ジェットやドロイのようにガジルを憎んでまではおらず彼を許そうとする芯の強さを見せた他、時間の経過と共にガジルに純粋な仲間意識以上の感情を持ちつつあるようで、それを他のメンバーからも冷やかされている。
「S級魔導士昇格試験」ではその実力が認められ、試験を受ける8人のメンバーに選ばれる。緊張し弱気に落ち込む中、ガジルに目を付けられタッグを組んでいる。「冥府の門」との戦いではシルバーから逃れたハッピーの証言から本拠地の正確な位置を特定し、「喜び」から解放された後に窮地に陥ったガジルに人工呼吸をし、仲間達を自らの魔法で救った。
ギルド解散後はガジルらと共に一時的に評議院に所属しつつ、再結成に備えた根回しを推めていた。アルバレス軍との戦闘では非力を承知の上でガジルの傍にいることを望み、魔障粒子に侵されながらもブラッドマンと戦う彼を援護し続けた。
アクノロギア討伐後はガジルとより親密な仲になり、X793年に彼の子供を身籠る。
元々はモブキャラで活躍させる予定はなかったが、思いの外読者人気が出たため漫画本編での活躍が増加しているとのこと。また、元々は他のキャラ同様胸が大きく描かれていたが、差別化を図るために小さく描かれるようになった。モバゲーで行われた人気投票「ミスフェアリーテイルコンテスト2012」では9位に入賞。
- 立体文字（ソリッドスクリプト） - 文字を立体化させて意味を持たせる。例として、「FIRE（火）」という文字を投げつけられた相手は火にぶつかったように熱がるらしい。「IRON（鉄）」や酸素といった物質を出現させたり、足で「SWORD」を立体化して岩を切断するシーンも見られた。
  - 静寂（サイレント） - 「SILENT」の文字を立体化し、騒音をかき消す。
  - 炎（ファイア） - 「FIRE」の文字を立体化し、対象を灰にする。
  - 空気（エア） - 「Air」の文字を立体化し、空気を供給する。
  - シャイン - 「Shine」の文字を立体化し、聖属性の光を放つ。
  - マスク - 「MASK」の文字を立体化し、口元を覆う。
  - ホール - 「HOLE」の文字を立体化し、「O」の部分の地面に穴を作る。

ジュビア・ロクサー (Juvia Lockser)
声 - 中原麻衣
元「幽鬼の支配者」の一員で、「エレメント4」の紅一点。別名「大海のジュビア」。血液型A型。17-18⇒18-19 ⇒  19-20歳で、左ももに青い紋章がある。好きなものはグレイ様、嫌いなものは雨。
色白の肌と青色の髪が特徴の少女。グレイとは対照的にかなりの熱帯域でも熱がらず服を着続けている。自身のスタイルに自信を持っていないが、ルーシィやエルザにも劣らない巨乳体型。一人称は「ジュビア」で、基本的に「さん」付けで呼び（グレイやリオンには「様」付け）礼儀正しい口調で喋るが、同じく元「幽鬼の支配者」のガジルのことは「君」付けで呼んでおり、普通の口調で話す。当初は雨女体質で、てるてる坊主を首からぶら下げているにも拘らず、彼女が歩く場所は必ず雨が降っている程。その体質から人から嫌われたり、恋人から振られたりした過去を持つが、グレイに敗北した後は雨女体質を克服した（しかし、現在も感情的になると時々雨を降らせることがある）。また泣き上戸のため、飲酒するとグレイその他メンバーは何をやっても泣き続ける彼女のその扱いに苦慮している。レビィ同様、両親は亡くしている。
「幽鬼の支配者」と「妖精の尻尾」の抗争ではグレイと対峙するが、彼に一目惚れしてしまい、すぐに敗北を認めた。「幽鬼の支配者」の解散後は、グレイを物陰から見つめる等ストーカー紛いの行動を繰り返していたが、彼を追いかけ続けたことで「楽園の塔」事件に遭遇してナツ達に加勢。事件解決後に自ら望んで「妖精の尻尾」に加わった。当初はルーシィをグレイをめぐる恋敵と勘違いしていたが、次第に友情が芽生えていった（当時は彼女を「さん」付けしていたが、呼び捨てするようになる）。自室にはグレイの人形や肖像画などが多数飾られており、グレイと出会ってから413日目の日を記念日 として定めたり手作りの品を送るなど、グレイに対し度々アプローチを掛けようとしているが、いざとなると奥手で引っ込み思案な所がある。それゆえ異常な妄想癖を発揮しており、リオンに好意を向けられた際にはかなり滅茶苦茶な恋愛相関図を展開させたり、最近ではグレイとリオンで男色関係を妄想するなど、かなり暴走して来ている。
収穫祭のミスコンでは新人にも拘らず3位を記録した。「楽園の塔編」ではグレイにフェアリーテイルに入りたいと話している最中を襲撃される。その後楽園の塔に入り込む際にはみんなを水中で呼吸できるようにし、潜入に成功する。グレイに頼まれたためルーシィと共にナツを探していたがその最中に現れたタカによって洗脳され、ルーシィと激突する。せっかくみんなと仲良くなれそうだったのにやはり自分は不幸を呼ぶと涙を流すが、ルーシィに励まされ自身の水を使ってアクエリアスを呼ばれる。アクエリアスの攻撃を喰らい正気に戻るとルーシィとの連携で敵を倒す。「バトルオブフェアリーテイル」ではフリードによってカナと戦わされそうになるも早く仲間に認めてもらいたいからと自らを犠牲にして術式を解き、倒れる。S級魔導士昇格試験の8人に選ばれ、リサーナをパートナーにするも、一次試験で運悪くもエルザと当たってしまい、敗れている。だがこれは本来の力ではなく、後のメルディ戦でグレイの名が出た際にはエルザも戦慄するほどの実力を見せた。大魔闘演武にはBチームとして出場。またチーム編成後、王国側に捕えられたルーシィの奪還に向かったナツの代わりに大魔闘演武最終日に出場し、グレイ共にリオンとシェリアを倒した。「冥府の門」との戦いではキースと戦ったが、交戦中にシルバーがグレイの実父でありキースを倒せばシルバーも消える真実を聞かされ動揺し、また念話でシルバーからフェイスの起動を阻止するためにキースを倒すよう託され躊躇するが、グレイとシルバーの絆は必ず残ると信じて魔障粒子に侵されながらもキースを倒し、グレイに謝る中でシルバーから感謝され涙し倒れる。
ギルド解散後、当初はグレイと共にアメフラシ村で同棲していたが、後に彼が「黒魔術教団」に潜入するため失踪したのを切っ掛けに再び雨女に戻り、高熱を出しながらもグレイを待ち続けた。ナツ達と再会した後ウェンディに看病されていたが、「黒魔術教団」との戦いに駆け付けた。アルバレス帝国との戦いでは、インベルの魔法でグレイと殺し合わなければならない状況にされグレイを傷つけないために自害するが、自分と同じ選択をしたグレイに輸血して倒れる。しかし、シャルルの予知で駆け付けたウェンディに助けられ九死に一生を得た。
lluvia（ジュビア）はスペイン語で「雨」を意味する。モバゲーで行われた人気投票「ミスフェアリーテイルコンテスト2012」では7位に入賞。公式人気投票では8位。外伝『FAIRY GIRLS』ではルーシィ、エルザ、ウェンディと共に主人公を務めている。また、別の外伝『TALE OF FAIRY TAIL ICE TRAIL 〜氷の軌跡〜』では幼少時のグレイとニアミスしている。
- 水流（ウォーター） - 水を操る魔法。自身の身体も水に変化させることができ、物理攻撃も無効化するが、電撃や水蒸気などの熱による攻撃が弱点。
  - 水流拘束（ウォーターロック） - 対象者を水の球体の中に閉じ込め拘束する。
  - 水流斬破（ウォータースライサー） - 水をカッター状に操ることで相手を一掃する。
  - 水流裂鞭（ウォーターカーネ） - 手を水の鞭に変えて叩きつける。
  - 水流激鋸（ウォータージグソー） - 水を纏い回転しながら突撃し、敵を切り刻む。
  - 水流昇霞（ウォーターネブラ） - 水流を螺旋を描くようにして昇らせて攻撃する。
  - 水流台風（ウォーターサイクロン） - 水中から巨大な水の竜巻を発生させる。
  - 水流双牙（ウォータークロー） - 手に纏った水の爪で相手を切り裂く。
  - 届け愛の翼グレイ様ラブ - 第二魔法源解放以降に使えるようになった新技。大量のハートマークを伴った水流を起こす（ただしグレイには引かれた）。
  - 水流空間（ウォータードーム） - アニメ34話で登場。自身の周りに水のドームを作る。

- 水の造形魔法
  - ウォーターメイク
    - 血（ブラッド） - グレイに何かあった時の為にと密かに習得していた魔法。水の管を造形し輸血を行う。

- ショットガン - ジュビアの水からグレイが氷の弾を撃ち出す合体魔法。
- マギルティ＝ウォーター - メルディの「マギルティ＝センス」によって力が増幅した状態で、「水流昇霞」と「マギルティ＝ソドム」を同時に繰り出す合体魔法。

ミラジェーン・ストラウス (Mirajane Strauss)
声 - 小野涼子
「妖精の尻尾」の看板娘。通称ミラ。血液型AB型。19-20⇒20-21⇒21-22歳で、左ももに白い紋章がある。好きなものは料理、嫌いなものはゴキブリ。
前髪を縛った銀色の長髪の美女。弟のエルフマンからは「姉ちゃん」、妹のリサーナからは「ミラ姉」と呼ばれている。穏やかかつ能天気な性格で、「妖精の尻尾」でも男女問わず人気が高いが、天然ボケを咬ますこともしばしば。本人は乗り気ではないが、たまにグラビアアイドルの仕事もしており、エルザに引けを取らないナイスバディの持ち主。大魔闘演舞では「四つ首の番犬」のバッカスにリサーナと共に眼を附けられたことも。料理が得意だが、絵はとても下手。
当初は現役を引退しており、元は「魔人」と恐れられたS級魔導士であり、実力者からもその通り名が知られている。自身の姿をあらゆる物に変化させる変身魔法を得意としており、肉体の質量までも変えることが可能。ただし、普段は「魔法は人を殺すための力じゃないが、大きな力がなければ愛する人達を守れない」という矛盾からくるジレンマから、仲間が近くにいたり誰かに見られていると思うと自分の力を抑えてしまうらしい。
ルーシィが「妖精の尻尾」に入る6年前に、教会で悪さをしている悪魔を退治した時に無意識に接収を使い腕が変化し、それを「悪魔に取り憑かれてしまった」と勘違いしたことから、弟妹のエルフマンとリサーナと共に村人から迫害を受けていた。そして迫害に耐え切れず、弟妹と共に村から出て行き、放浪の末「妖精の尻尾」に辿り着いてギルドに加わった。その時に、マカロフから「それは悪魔に取り憑かれたのではなく、自身の魔法」だと教えてもらった。加入後にエルフマンとリサーナはすぐにナツ達と仲良くなるも自身はギルドに馴染めずにいたが、エルフマンとリサーナが自分と同じ魔法を覚えたのを機に心を開いていった。以前は現在とは違って乱暴な口調で、性格も好戦的だった。幼少期はエルザをライバル視しており、リサーナがエルザ派（ナツなど）と仲良くしていると知ると怒り狂うほどだったが、実は相性が良かった模様。服装もラフな格好を好んでいた。しかし、2年前にリサーナが消えた事を切っ掛けに今のような外見や性格に変化したが、現在でも恐ろしい一面を時折見せる。
現役を退いて長いため「幽鬼の支配者」との戦いでは戦力外だったが、「バトル・オブ・フェアリーテイル」でエルフマンを甚ぶられた事に加えて「死」という言葉でリサーナを失ったときの事を思い出した事で復活し、フリードを圧倒。S級試験でもエルフマンとエバーグリーンのペアを苦戦させ、「悪魔の心臓」のアズマを昂らせるほどの戦力を見せつけたが、フリード戦以外ではいずれも不測の事態により敗北している。
7年後の舞台では現役のS級魔導士に復帰し、大魔導演武ではBチームとして出場。「青い天馬」のジェニーと過激なグラビアバトルを繰り広げた。チーム再編後は離脱し応援にまわるが、最終日ではナツ、ウェンディ、エクシード組と共にルーシィ救出を担当する。得意の変身魔法でメルクリアスの中に侵入し、「餓狼騎士団」のカミカと交戦する。しかし、分断された事で周りの目を気にする必要が無くなったため本気を出すとカミカを圧倒する。その後、行方をくらませたユキノを一人で探しに行き、ユキノに生きる事の大切さを教えた。そして、ユキノと共にエクリプスの扉へ向かい、ウェンディと共に出現したジルコニスと戦った。
「冥府の門」編ではエルザと共にクロフォードの策略にはまり、「冥府の門」本拠地に連れていかれ、意識をなくした全裸状態でヘルズ・コアの中に入れられ捕らわれの身となる。その後キョウカの部下ラミーによってキョウカに忠実な下僕として悪魔に改造されそうになる。しかし、元々「サタンソウル」を使うために悪魔因子を持っていたため、肉体改造するために体に注入された悪魔因子によって意識が戻り復活。その後は無事リサーナと合流してヘルズ・コアを破壊し、「九鬼門」の一人セイラと戦う。エーテリアスフォームとなったセイラに圧倒されるが、交戦中に接収した「命令」を使ってエルフマンを呼び寄せセイラの撃破に成功し、他のメンバーとも合流する。その後、再びセイラの顔面に強烈な一撃を喰らわせた。
ギルド解散後、1年間リサーナと共にウェイトレスの仕事をしていた。アルバレス帝国との戦いではジュリエット、ハイネと対峙し、彼女らの予想外の強さに苦戦するが、とっておきの「ミラジェーン・アレグリア」で撃破した。しかし、直後に現れたアイリーンに虐げられた挙句オーガストに心臓を貫かれるが、ブランディッシュにより傷口を縮小され事なきを得た。
モバゲーで行われた人気投票「ミスフェアリーテイルコンテスト2012」では6位に入賞。公式人気投票では7位。
- 変身魔法
- 接収（テイクオーバー）
  - サタンソウル - 全身接収により、髪が逆立ち翼や尻尾が生える悪魔のような姿へと変身し、大幅に戦闘力をアップさせる。
    - イビルエクスプロージョン - 名称はアニメ45話で登場。作中では川の水を纏って攻撃した。
    - ダークネスストリーム -  名称はアニメ45話で登場。両手の掌で収束した魔力を光線として発射する。
    - ソウルイクスティンクター -名称はアニメ45話で登場。爆発する魔力の玉で攻撃する。
    - イビルスパーク - アニメ45話で登場。相手に触れた状態で電撃を放つ。
    - デモンブラスト - アニメ47話で登場。突き出した両掌から魔力の波動を放出する。
    - サタンブラスト - 突き出した両掌から広範囲に爆発を起こす。

  - 魔人シュトリ - 「サタンソウル」の一種。エルザの知る限り「最強の『サタンソウル』」。
  - ミラジェーン・セイラ - 「放っておけば死にそうだった」という理由から「九鬼門」のセイラを接収し、彼女の姿になった状態（ただし、ミラ同様前髪を縛っている）。当初はセイラから「命令」の呪法だけを取り込み、エルフマンを自分の元へ呼び寄せるために使用した。セイラそのものを接収した後は敵を眠らせたりしている。
  - ミラジェーン・アレグリア - 「冥府の門」との戦いで接収していた冥王獣の姿になる。額に「冥府の門」の紋章があり、この姿の時は海水が干上がる程の大魔力を誇るが、その分消費魔力も大きい。
  - 魔人ハルファス - アニメ138話で登場。「サタンソウル」を遥かに上回る強さを持つ形態だが、よほどの機会が無い限りは使用を封じている。

- ドリームノック - アニメ104話で登場。複数の泡状の弾を放ち、相手を眠らせる。

エルフマン・ストラウス (Elfman Strauss)
声 - 安元洋貴
ミラジェーンの弟でリサーナの兄。別名「ビーストアームのエルフマン」。血液型O型。18-19⇒19-20⇒20-21歳で、首に黒い紋章がある。好きなものは漢気、嫌いなものは勉強。
右目の下に傷のある色黒で筋肉質な大男。6年前に3人でギルドに加わった。妹のリサーナからは「エルフ兄ちゃん」と呼ばれている。実力は「妖精の尻尾」でも上位に入るが、ここ一番で力が出せないタイプ。何かと「漢」を主張する暑苦しい性格で、情に厚く涙もろい。漢気ある者を気に入っており、勝負は正々堂々と戦うという意識が強く、護衛の依頼を好んで引き受ける。幼少期は現在とは全逆で、料理を得意とする温和な性格であり、自分のインコが逃げたことに落ち込んでいたりしていた。ハッピーが生まれる前、そのタマゴを一日中温めていたこともある。また、全身接収を使えるようになったのは姉や妹よりも遅いらしく、自分だけが使えないことに対して引け目を感じていた。
魔物の腕を自分の腕に接収して戦う。本来の戦闘法は腕だけでなく全身に魔物を接収するものであるが、そのせいでリサーナを喪ったことによるトラウマから使用できずにいた。だが、「幽鬼の支配者」との戦闘中、ミラが人質となっているのを目の当たりにしたことで克服し、再び全身接収を使えるようになった。
S級魔導士昇格試験の8人に選ばれ、彼に目線を送っていたエバーグリーンとタッグを組む。姉のミラと戦うことになるも、エバーグリーンの彼と結婚するという嘘により彼女を油断させて勝利し、予選を突破した。その後ゼレフと出会い（正体は知らなかった）、七巻属のラスティローズと交戦するも敗北。その際エバーグリーンから謝罪されるもお前がいなかったらここまで来れなかったと言い、「ありがとう。エバ。」と感謝を述べた。これを機会にエバーグリーンとは交流が深まり、お互いに意識している様子が多々ある。また、それまでフルネームだったがエバと呼ぶようにもなった。
天狼島から帰還後は修行を重ねて今まで以上に筋肉が上達した。大魔闘演武では「大鴉の尻尾」の闇討ちを受けたウェンディの代わりにAチームとして出場。2日目のバトルパートで「四つ首の番犬」のバッカスと対戦し勝利するも負傷し、回復したウェンディと入れ替わりに医務室で休養していたが、最終日では回復していた。「冥府の門」との戦いではセイラにリサーナを人質にされた挙句、「命令」によって操られ超濃縮エーテル発光体を渡されギルドを爆破してしまうもカナの機転により全員脱出した後、正気を取り戻す。その後、ミラがセイラから接収した「命令」を使用したことにより彼女達の許へと駆け付けセイラを撃破する。
ギルド解散後、自分のせいでギルドが壊れたことに罪悪感と責任を感じ、強くなろうと決心する。結果的に強くはなったが気に病んでいた分、ギルドを復興している最中に変わらず接してくれる皆の存在に涙を流した。
- 接収（テイクオーバー）
  - ビーストアーム
    - 黒牛（こくぎゅう） - 腕を黒く太い魔物の腕に変える。
    - 鉄牛（てつぎゅう） - 腕を機械のような魔物の腕に変える。
    - 漆黒の剣 - 元はラスティローズの「具現のアーク」の魔法の一つで、戦いの中で接収した。

  - 獣王の魂（ビーストソウル） - 全身接収により、巨大な獣人のような姿に変化する。アニメでは「ザ・ビースト」という魔物を接収したことになっている。
    - ワータイガー - 素早さに特化した虎のような形態。
    - リザードマン - 皮膚が硬い鱗に覆われたトカゲのような防御形態。
    - エイプ - 黒い肌をした大猿のような形態。
    - 砂獣（サンドビースト） - 顔に黒いターバンを巻いた大男のような形態。砂の魔法を無効化できる。
    - ベルクーサス - アニメ148話で登場。元はラスティローズの「具現のアーク」で具現化された守護聖獣。

- 漢の鉄拳（おとこのてっけん） - 接収をしていない状態でのパンチ攻撃。

リサーナ・ストラウス (Lisanna Strauss)
声 - 櫻井浩美
ミラジェーンとエルフマンの妹。血液型はB型。17-18⇒18-19⇒19-20歳で、紋章は左肩（赤）→左太もも（白）。好きなものは動物（特に猫）、嫌いなものは勉強（これはエルフマンも同様）。
銀髪のショートヘアが特徴の美少女。ナツとは幼馴染の間柄であり、幼い頃からませた態度を取ったり、一緒にハッピーの卵を孵した事がある。アニメ版では原作以上に出番が増え、ナツとの幼少期からの仲の良さが描かれており、ナツの回想に度々登場していた。一方で、アースランド帰還後の彼女の活躍は主要キャラの中では少なく、本人もそのことを気にしている。
6年前に姉や兄と共に3人でギルドに加わった。2年前の仕事の際、全身接収に失敗して暴走したエルフマンを止めようとし（アニメではよりその描写が繊細に描かれている）、命を落としたと思われていたが、実際は気を失った際にアニマに吸い込まれてエドラスに飛ばされ、エドラスの「妖精の尻尾」で「エドラスのリサーナ」（本物のエドラスのリサーナはすでに亡くなっており、エドラスのミラとエルフマンもそれを悟りながらも彼女を気遣い黙っていた） として過ごしていた。
エドラスに来たナツ達と再会した際は、エドラスでの仲間を見捨てられず本当の事を黙っていたものの、アニマ逆展開により強制的にアースランドに帰還し、本当の姉兄や仲間達と再会を果たす。アニメ版によれば、ナツが作った彼女の墓はアースランドに帰還後も取り壊していない模様。
リサーナがアースランド不在の間に「妖精の尻尾」に加入したルーシィやジュビア、ウェンディとはエドラスの彼女らと面識がある上に仲も良かったこともあり、アースランドでもすぐに友好な関係を築いている。天狼島編ではS級魔導士昇格試験でグレイと組めず落ち込むジュビアを気遣い、パートナーに志願した（アニメではこの後にキャンプに残ったチームでナツやルーシィが苦戦した「悪魔の心臓」の華院と戦い、勝利している）。また、アニメの大魔闘演武ではセクシーな衣装対決になった中で、ウェディングドレス姿となってナツの前で昔の約束を口にしようとしていた。
「冥府の門」編ではセイラの策略により捕まり、冥界島に連れていかれ全裸の状態でナツと同じ牢屋に投獄される（後にシルバーの配慮により羽織を渡される）。その後ナツと共に牢を破ってミラと合流しラミーと戦い、エルフマン達とも合流を果たす。
ギルド解散後、1年間ミラと共にウェイトレスの仕事をしており、髪型もツインテールに変わった。
モバゲーで行われた人気投票「ミスフェアリーテイルコンテスト2012」では5位に入賞。公式人気投票ではカナと同じく13位。
- 接収（テイクオーバー）
  - 動物の魂（アニマルソウル） - 全身接収により、動物（鳥や兎、魚など）や獣人（ハーピーや猫人、人魚など）の姿になり、それぞれの能力を活かして戦う。
    - バード - 全身が鳥のタイプと体の一部が鳥のタイプがある。
      - バードストライク - 名称はゲームで登場。空中から足の爪で攻撃を繰り出す。
      - トリプルユニゾンエクスプロージョン - アニメ118話で登場。カナの「爆炎」を右の翼、レビィの「嵐」を左の翼に合わせて、炎を纏った竜巻で爆発を起こす合体魔法。

    - ワーキャット - ビキニを着用した猫の姿になる。
      - 猫の鉄爪（ねこのてつづめ） - 名称はゲームで登場。猫の爪で攻撃を繰り出す。
      - 猫乱舞（ねこらんぶ） - 名称はゲームで登場。猫の爪で連続攻撃を繰り出す。

    - 九尾の狐（きゅうびのきつね） - 巫女装束を着用した、九つの尾が生えた狐の姿になる。
      - フォックスインパクト - 突き出した手から強い衝撃波を放つ。

    - スネーク - 腕と下半身が蛇の姿になり、相手に絡みついて拘束する。

カナ・アルベローナ (Cana Alberona)
声 - 喜多村英梨
血液型AB型。18-19⇒19-20⇒20-21歳で、左下腹部に黒い紋章がある。好きなものは酒、嫌いなものはノンアルコール飲料。
ウェーブのかかった茶髪のロングヘアが特徴の女性。露出度の高いラフな服装をしていることが多い。「化け物」と言われる程のかなりの大酒飲みで、自称「酒は自分の彼氏」。「妖精の尻尾」の年間の酒消費量の3割は彼女のお腹の中とのこと。フィオーレ王国では15歳以上から飲酒が認められるが、彼女は13歳の頃から酒を飲んでいる。
男勝りなサバサバとした姉御肌な性格のため、ルーシィとは姉妹のような間柄で、彼女の相談に乗ったり逆に励まされたりしている。また、幼いながらもハードな経験をしているウェンディを励ましたりもしていた。プロフィールでは酒飲み仲間のマカオが気になると記載されているが、作中でそのような描写は見られない。
実はギルダーツの娘。幼い頃に母・コーネリアを亡くし、父のことを知り「妖精の尻尾」にたどり着いたものの、娘であることを名乗り出せず12年の月日が経ってしまった。名乗り出る口実として父と同じS級魔導士への昇格を目指していたが、4回連続で試験に落ち、自分では父との釣り合いが取れないと自信を喪失していた。
ルーシィをパートナーとして後を押され5回目のS級試験も受けるも、最後と定めていたために焦りを抱き、「悪魔の心臓」の迎撃よりも試験を優先するが、その最中に自分の為にパートナーになってくれたルーシィを眠らせてしまう。唯一メイビスの墓に辿り着きS級になれると喜ぶもマカロフはそこにはおらず魔法しかなかったために自身はS級にならなくてはならないと今までの事を思い出す。その際に自身の境遇を聞いて涙を流しながらパートナーになると宣言したルーシィを思い出し、更にルーシィの危機を知らせるカードが反応し、自分が仲間を蔑ろにしてしまったことに気付く。仲間達の危機を前にして、自分にとって大事なものがギルドの仲間達であることに気付き、メイビスから「妖精の輝き」を貸し与えられる。その後ルーシィ達の元へ駆けつけるも「妖精の輝き」すらブルーノートには通用せず絶望する。そのまま殺されそうになるがギルダーツが駆けつけたために救われる。「悪魔の心臓」を撃退した後、ギルダーツに全てを話し、親子の絆を確かめ合った。
「悪魔の心臓」との戦いの際は「妖精の輝き」を上手く使うことができなかったが、大魔闘演武では3日目にBチームのリザーブ枠として出場し、魔力測定装置を破壊する程の力を見せた（メイビス曰く「元々すごく高い潜在能力を秘めていた」とのこと）。「冥府の門」との戦いではエルフマンの異変に気付き、ある人物から教わっていた「カードに人を閉じ込める魔法」を使ってギルドメンバー全員を避難させ、ギルド消滅の危機を救った。
アルバレス帝国との戦いでは、メイビスの指示で「妖精の輝き」を使って「妖精の心臓」として眠るメイビス本体を目覚めさせる役割を担った。アイリーンの死後、オーガストと交戦するギルダーツに加勢する。
公式人気投票ではリサーナと同じく13位。
- 魔法の札（マジックカード） - カードを飛び道具や組み合わせで発動する、様々な効果を駆使する戦闘スタイル。タロットカードとして占いをすることも可能。アニメではギルダーツの帰還を占うため、この魔法を習得したというエピソードがある。
  - 祈り子の噴水（いのりごのふんすい） - 「魔法の札」から攻撃用の水を噴き出す。
  - セクシーお姉さんカード（セクシーおねえさんカード） - ビキニ姿の女性を召喚する。
  - 落雷の運命（らくらいのうんめい） - アニメ22話で登場。「ライトニング」「リバースタワー」「ラバーズ」のカードを掲げて周囲に電撃を放つ。
  - 召雷（しょうらい） - アニメ45話で登場。雷の魔法を放つ。
  - 爆炎（ばくえん） - アニメ72話で登場。炎の魔法を放つ。
  - 風刃（ふうじん） - アニメ104話で登場。風の魔法を放つ。
  - 氷柱（ひょうちゅう） - アニメ118話で登場。氷の魔法を放つ。

- 妖精の輝き（フェアリーグリッター） - 妖精三大魔法の一つ。「悪魔の心臓」との戦い後、メイビスに一旦返すも、大魔闘演武の際に再び貸し与えられる。アルバレス帝国との戦いでも使用している。

ロキ (Loki)
声 - 岸尾だいすけ
背中に緑色の紋章がある。好きなものは女の子、嫌いなものは星霊魔導士（?）。
眼鏡をかけた美青年。「彼氏にしたい魔導士」ランキングの上位を常にキープしている。しかし本人はかなりキザな女好きで、過去にエルザを口説こうとして半殺しにされてからは、彼女を苦手としている。
正確には魔導士ではなく、その正体は黄道十二門の星霊の一人（アニメ版ではリーダー）・獅子宮のレオ。かつては「青い天馬」の魔導士・カレンと契約していたが、彼女の星霊への不当な扱いを見かねて自分及び同じくカレンと契約していた星霊・アリエスとの契約解除を要求する。しかしそれが成されず解除するまで星霊界に戻らないという強行手段に出た結果、カレンは契約解除を拒否したまま死亡し、この一連の行為を「所有者を死なせた」と断じた星霊王により星霊界への帰還を禁じられ、以降3年間人間界に留まり素性を隠して「妖精の尻尾」に所属していた。長期間の顕現により魔力を消費し続けたために肉体の衰弱が進み「幽鬼の支配者」との抗争から間もなくして限界を迎える。カレンの墓前で消滅することを望んだが、ことの次第を知ったルーシィの言葉により出現した星霊王の懐の広い判決により、再び星霊界に戻れるようになった。そしてルーシィに獅子宮の鍵を残し、彼女と契約する。
ルーシィと契約するまでは魔水晶をはめた指輪を使っていた が、本来の彼は「王の光（レグルス）」という光を全身に纏った状態で体術を駆使する。また、本来の姿もライオンの鬣のような髪型でスーツを着用している。
星霊であることを明かした後もギルドの一員であることは変わらず、自力で人間界に来ては仕事をしたり、女性を口説いている（そのため、肝心な時に呼び出せなかったこともある）。ルーシィは好みのタイプらしく、契約後は登場の度に彼女にアプローチを掛けている。S級魔導士昇格試験ではグレイのパートナーになり、ルーシィへの配慮のため 契約を一時的に解除した。天狼島に「悪魔の心臓」が攻めてきた際に幹部の一人・カプリコの正体がカプリコーンであることに気付き、彼と融合していたゾルディオを分離させることに成功する。
大魔闘演武ではエクリプス計画のために捕われていたルーシィ達の元へと駆け付け、ルーシィとユキノに奪われていた鍵を返し、餓狼騎士団と交戦する。エクリプスから竜が現れた際にルーシィとユキノの「ゾディアック」によって他の黄道十二門と共に呼び出されエクリプスの扉を閉じた。「冥府の門」との戦いでは元評議院であるミケロの孫・ミケリアと関係を持っていたことから、他の元評議院の居場所を一部把握していたためその情報を「妖精の尻尾」の仲間に教え、「喜び」が発動した際にルーシィに呼び出されてトラフザーと戦うが、ジャッカルの不意打ちにより負けた。
アニメオリジナルストーリー「日蝕星霊編」では、エクリプスの影響で髪はロングヘアとなり黄金の鎧とマントを纏った姿となる。本来のロキとは対照的に高圧的な態度が目立ち、また「ロキ」の名で呼ばれることや女性に馴れ馴れしくされることを嫌っている。「王の光」は闇の力を宿し黒く染まった「漆黒の王の光」として（本人曰く「自由への渇望の表れ」）相手の魔力を吸収する性質を持つようになり、闇の力を全身に纏った状態でナツに酷似した体術と技を駆使した戦い方に変化している。黄道十二門のリーダーとしての立ち位置は変わらず、彼等を率いてルーシィ達の前に現れ契約の解除と完全なる自由を手に入れると宣言する。アストラル・スピリタスではナツと交戦するが星霊獣の暴走による干渉を受けて一時撤退し、オフィウクスと交戦していたナツと再び戦うが、自身の「漆黒の王の光」を吸収されてしまい、その力を合わせたナツの攻撃に圧倒され敗北し、強制閉門される。星霊界へ帰された後は星霊獣に吸収され星霊王本体を捕える鎖に変えられていたが、ナツ達が星霊獣を倒したことで解放され、元の姿に戻った。
名前の由来は同名の北欧神話の神。公式人気投票では15位。
- 指輪魔法
  - ツイスター - アニメ22話で登場。周囲に竜巻を発生させる。

- 獅子光耀（ししこうよう） - 全身から眩い光を放つ。
- 獅子王の輝き（レグルスインパクト） - 「王の光」を纏ったパンチを放つ。
- レグルスガトリングインパクト - 「獅子王の輝き」の連続技。

ラクサス・ドレアー (Laxus Dreyar)
声 - 小西克幸、速水秀之（少年時代）
S級魔導士。マカロフの実孫。血液型O型。23-24⇒24-25⇒25-26歳で、左胸下に黒い紋章がある。好きなものは最強、嫌いなものは弱者。
逆立った金髪で右目に傷がある大柄な男。普段は背中に厚手のロングコートを羽織っている。ヘッドフォン から音楽を聴くことを趣味としている。喫煙者でもあり、煙草は葉巻を好む。マカロフのことは幼少時は「じーじ」と呼んでいたが、現在は「じじい」と呼んでいる。当初は人付き合いが苦手な上、相手を見下す冷酷非道な態度を取っており、親衛隊の「雷神衆」以外のギルドメンバーとの仲は宜しくなかったが、内心では仲間を思う純粋な心も秘めていた。
闇ギルド「大鴉の尻尾」のマスターである父・イワンによって、体内に滅竜魔法の魔水晶を埋め込まれた第二世代の「雷の滅竜魔導士」。強力な電流による雷属性の魔法を操り、電撃で相手の身体を麻痺させたり、自身を強化して高速で移動することができる。電気属性の魔法を食べることで自身の魔力・体力の回復ができる。他の雷の魔法にも耐性があり、ナツ同様乗り物酔いをする。
幼少時はマカロフのことを敬愛していたが、青年時からは「マカロフの孫という色眼鏡」によるコンプレックスに加え、マカロフが父・イワンをギルドから追放したことから、マカロフに反抗的な態度を取るようになり、「マスターの座を譲れ」と度々迫るようになる。
「幽鬼の支配者」との一件や「妖精の尻尾」に対する周囲の反応、元は敵だったガジルやジュビアを受け入れるギルドの現状にしびれを切らし「妖精の尻尾」を自らのものとすべく、収穫祭の直前に「バトル・オブ・フェアリーテイル」を開催。女性メンバーやマグノリア全体を人質に取った上で仲間同士の潰しあいをさせた。ついには「妖精の法律」でマグノリア諸共ギルドを壊滅せんとしたが、内心では命まで奪うことは良しとしていなかったため不発に終わり、最終的にはガジルの援護を受けたナツの猛攻の前に敗北した。「バトル・オブ・フェアリーテイル」終結後は改心するが、マカロフから破門を言い渡され、それを素直に受け入れて昔と同じように祖父を「じーじ」と呼んだ。収穫祭の最中、マカロフとの思い出である「空に指を突き出すポーズ」からのメッセージをマカロフ達から受け取り、涙ながらにギルドを去っていった。
その後は放浪生活を送っていたが、マカロフの危機を感じ取り天狼島でのハデスとの決戦に乱入。一矢報いるも倒すには至らず、残った魔力をナツに貸し与え、後を託す。天狼島からの帰還後は、ギルダーツの計らいによりギルドに復帰。放浪生活を送っていた事もあり、今までとは裏腹に人付き合いも良くなっており、ギルドメンバーとの交流も深くなっている。大魔闘演武ではBチームとして出場してイワン率いる「大鴉の尻尾」を全員倒した他、チーム再編後の最終競技では聖十大魔道であるジュラを激闘の末に破った。「冥府の門」との戦いではテンペスターとの戦いで死に至る病を引き起こす魔障粒子を吸い込んで人々に被害が出ないようにするといった行動を取り（結局、町は助からなかったが）、「雷神衆」と共に昏睡状態となるがミラを歓心させた。「冥府の門」との戦いが終わった後は血清で回復したが、その後も後遺症として残り発作で苦しむことになる。
大切なものを守るためにさらに強くなることを決意し、ギルド解散後は「雷神衆」と共に「青い天馬」に移籍しつつも、ギルドには顔を出さず修行に明け暮れていた。1年後は髪型が変わってソフトモヒカンヘアになっており、ガジル達と合流してクリスティーナ改でアルバレス帝国に向かい、ナツ達やマカロフを救い出した。アルバレス帝国との戦いでは、「蛇姫の鱗」「人魚の踵」が戦うハルジオンに向かい、フリード達の仇であるワールと対峙。魔障粒子の発作に苦しみながらもフリードの「術式」で罠に嵌める形でワールの魔障キャンセラーの力を発動させて体内の魔障粒子を無効化し、ワールの撃破に成功した。その後は死んでしまったマカロフを抱えながらも敵を倒していたが、ゼレフがやられ、マカロフが生き返って際には涙を流し「じーじ」と呼んだ。しかしその直後にアクノロギアによって別空間に飛ばされナツ達と共に交戦する。
最終回ではミラやカナ、リサーナなどギルドの女性との噂が立っている様子。
名前の由来は照度（明るさの単位）を意味するlux（ルクス）から。公式人気投票では9位。外伝『FAIRY TAIL外伝 雷豪一閃』では主人公を務めており、ギルド解散後に所属した「青い天馬」での出来事が描かれている。
- 雷の滅竜魔法
  - レイジングボルト - 身に集めた強い雷を放出し、空中から相手の頭上に落として粉々にする。
  - 雷竜の咆哮（らいりゅうのほうこう） - 口から電撃のブレスを繰り出す。
  - 雷竜方天戟（らいりゅうほうてんげき） - 雷で方天戟を創り出し、敵に目がけて投げつける。
  - 雷竜の顎（らいりゅうのアギト） - 電撃を纏った両拳を合わせ、相手に叩きつける。
  - 雷竜の崩拳（らいりゅうのほうけん） - アニメ48話で登場。巨大な拳の形をした雷を放つ。
  - 雷竜の鉄拳（らいりゅうのてっけん） - アニメ256話で登場。拳に雷を纏い、パンチを放つ。
  - スパーキンブリッド - 名称はゲームで登場。突き出した手から雷を放つ。
  - ライトニングラッシュ - 名称はゲームで登場。雷を帯びた打撃を連続で繰り出す。
  - 滅竜奥義（めつりゅうおうぎ）
    - 鳴御雷（ナルミカヅチ） - 電撃を纏った拳を突き出し、強烈な雷撃を相手に叩き込む。

- モード赩雷竜（モードかくらいりゅう） - アルバレスとの戦いで手にした赤い雷を纏った状態。従来より強力な魔力が、血を流すことでさらに強化される。
  - 雷汞・赩御雷（ライコウ・アカミカヅチ） - 赤黒い（ワール曰く血の赩）「雷を超えた雷」を纏った拳を相手に叩き込む「鳴御雷」の強化版。

- モード雷竜王（モードらいりゅうおう）
  - 雷竜王赩御雷（らいりゅうおうアカミカヅチ）

- 妖精の法律（フェアリーロウ） - 妖精三大魔法の一つ。
- 術式魔法 - フリードから教わった魔法。

メスト・グライダー (Mest Gryder)
声 - 阪口周平
新生評議院諜報部に潜入していたスパイ。右肩に紋章がある。
左頬の傷が特徴の男性。マカロフ曰く「自分の身を犠牲にしてでもギルドを守ろうとする男」だったらしく、そのためには冷徹な手段も辞さない。評議院への潜入時にはドランバルトという偽名を用い、探究心の強いあまりそれを実行してしまう性格を演じており、強まると人の頭をかじるという変な癖がある。実はロリコンの気がある。
本編の約3年前からマカロフの頼みにより仲間にも秘密裏で自らの記憶を消してまで 評議院に潜入し、西にあるアルバレス帝国の情報をギルドに流していた。当時は出世を目論み「妖精の尻尾」を解散に追い込むためのネタを探すため、ギルドメンバーの記憶を操作し本名で侵入。ウェンディをパートナーにしてS級試験に紛れ込み、天狼島を嗅ぎまわろうとしていた。「メスト」の名を名乗る際に「ミストガンの元弟子」と自称し騙そうとしたが、「隠密行動を続けていたミストガンが弟子を取るわけがない」と考えたリリーに看破された。その後、本部へと報告しようとするも、ラハールがエーテリオン投下の可能性を示唆したことにより、情が揺らいだため報告を後回しにし「妖精の尻尾」を味方する立ち回りをする。しかしナツ達からは介入を断られ、アクノロギアが来ると知った後はただ評議員の部隊を安全圏に退避させることしかできなかった。
7年後の時点でも評議院に属しているが、ナツ達に何も出来なかったことを悔やみ続けている。特にS級試験でペアを組んでいたウェンディには感情移入が強く、アニメでもその部分は強調されている。竜との戦いではジェラールの頼みでコブラを一時釈放し、終結後は王室がゼレフ書の魔法に関与していたことを世間に隠すため、ラハールを含めた事件の関係者の記憶を改ざんした。大魔闘演武でジェラールを目撃し捕らえようとしていたが、彼を庇ったヤジマの顔を立てて見逃しエクリプス事件後は「魔女の罪」とコネクションを形成している。
評議員が襲撃された際には、オーグによってその場を抜け出し、コブラに「冥府の門」について話すよう恐喝する。彼との取り引きにより「六魔将軍」のメンバーを脱獄させた後、その後始末を「魔女の罪」に任せてフェイスの封印地点に向かい、フェイスの自爆に巻き込まれそうになったウェンディとシャルルを間一髪の所で救い出す。マカロフがルーメン・イストワールを使用しようとした際には、「冥府の門」壊滅後にその名を聞いた全ての者の記憶を消し、同時にマカロフからスパイの任を解かれる。
その後はマカロフの計画通りウォーロッドと連絡を取って評議院を復活させる。1年後、ギルド復興中のナツ達の前に現れ、仲間を守るためアルバレスに渡ったマカロフの救助を要請し自らも同行した。アルバレス帝国との戦いでは、ブランディッシュがオーガストと交渉する際にナツ達と共に同行するが、不確定な交渉よりも敵の戦力を削るべきと判断し、独断でブランディッシュを操りオーガスト暗殺を実行するも失敗、彼を激昂させてしまう結果に終わる。「ユニバースワン」発動後はアイリーンの手から逃れたメイビスを救出した。
アニメのオリジナルストーリー「星空の鍵編」では、一時評議院から離れ「メスト」の名を用いて自堕落な生活を送っていたことが明かされていた。評議院に戻るつもりは無かったが、ラハールを介して出会ったカーチャをウェンディと重ね合わせ「新生六魔将軍」のレーサーから守ろうとし、無限時計の影響から人々を守る活動をして再び評議院に戻る要因となった。また、この時点では天狼組が帰ってきたことを知らされていなかった。
- 瞬間移動（ダイレクトライン） - 一瞬で他の地点に移動する。ただし、あまり遠い場所には飛べない。
- 記憶操作 - 他人の記憶に自分の存在を追加する。ただし魅了と同じく他人に魔法が認識された時点で効果が切れる。自分自身の記憶改竄も可能。

#### マスター
メイビス・ヴァーミリオン (Mavis Vermillion)
声 - 能登麻美子
初代「妖精の尻尾」マスター。
天使の羽のような飾りが頭にある金髪の幼い少女の姿をしているが、実年齢で言えば20代。見聞きした情報から適切な作戦を瞬時に立案する優れた指揮能力を持ち、現役時代は「妖精軍師」の異名で呼ばれていた。物腰が柔らかく知的で温和だが、「妖精の尻尾」のマスターらしい大胆な面もあり、自身の失敗に面すると泣いてしまうような子供っぽさも併せ持つ。ゼレフとは後述の経緯で魔法の師弟関係であり恋人でもあったが、現在は対立関係にあり、同時にナツにとっては義姉に当たる。ゼレフと出会う以前から幻を見せる魔法を習得していたが、当初は攻撃魔法などは学んでいなかった。
6歳時は天狼島の魔導士ギルド「赤い蜥蜴」に所属し、両親の遺した借金を返済するために働かされていたが、X689年に「青い髑髏」との抗争でギルドと村が壊滅したもののマスター・ジーセルフの娘・ゼーラと共に生き残り、その後7年間は当時トレジャーハンターだったユーリ、ウォーロッド、プレヒトの三人と出会うまで天狼島でゼーラと共に暮らしていた。島の図書館の本を読みながら育ったため、その当時から優れた洞察力と魔法に関する豊富な知識を身に付けており、島の宝である天狼玉を手に入れるために訪れたユーリ達から言葉巧みに目的を聞き出したり、既に盗まれていた天狼玉を奪還するため情報収集をしに訪れた店が「青い髑髏」と繋がっていたことを瞬時に見抜いたりしていた。しかし、「青い髑髏」マスター・ジョフリーには自身の魔法を見抜かれ仲間共々逃走を余儀なくされるが、そこでゼレフと出会い創設期メンバー共々彼から魔法を学んだ。その後、マグノリアを解放するためジョフリーを罠に嵌め捕えることに成功するが、彼から天狼玉が人が触れると邪悪な力に支配される危険な代物だと聞かされ、それに触れたユーリが石像に宿り暴走してしまう。最終的にゼレフから教わった「ロウ」を使ってユーリを救出したが、未完成の魔法を使った代償で成長できない体になった。同時にユーリからゼーラが自身が作り出した幻であることを聞かされ、悲しみながらも彼女からユーリと共に前を進むよう諭されゼーラを幻と認めて別れを告げた。その後、「青い髑髏」から解放されて経済が混乱状態になったマグノリアを安定させるため、ユーリ達と共に魔導士ギルド「妖精の尻尾」を立ち上げた。
X686年7月に始まった第二次通商戦争でX688年2月にギルドで介入し軍師の才を認められたが、人が命を落とす戦争が続き冒険に出られないことを嘆いていた。戦争終結後のX696年、偶然ゼレフと再会するが、喜びも束の間自身の体はゼレフと同じ「アンクセラムの黒魔術」の呪いで不老不死になっていることを知り、彼から「真の意味で命の尊さを知らない」と指摘された挙句、ユーリの妻であるリタがマカロフを産んで自身がその名付け親になった直後に呪いで命を落としたことに絶望し、ギルドを離れて当てもなく彷徨っていた。1年後、死にたくても死ねず疲弊しきっていた所で再びゼレフと出会い、自分の思考すら矛盾していき世界に拒まれ続ける彼に唯一理解を示し、共に呪いを解く方法を探そうと呼びかけゼレフに愛を抱くが、その直後に彼の呪いに命を奪われてしまった。体はプレヒトによって蘇生用の魔水晶に封じられ、それが最終的に「妖精の心臓」として完成することになった。
X697年にプレヒトの判断で表向きは死亡したことにされて天狼島に墓が建てられる。しかし、思念体（幽霊）としてこの世に留まっており、ギルドの紋章を刻む者のみがその存在を認識できる。また、トイレに行きたがったり、プールで水着姿になって遊んだりと幽霊とは思えないような行為もできる模様。「悪魔の心臓」の襲撃の際、墓前で仲間を守る力を欲するカナに「妖精の輝き」を貸し与え、その後アクノロギアの危機にさらされたナツ達を守るためにギルド全員の想いを魔力に変えて「妖精の球」を発動し皆を守った。その後「島に一人ぼっちで退屈」という理由から、大魔闘演武を観にクロッカスを訪れる。最終日ではその能力を活かし、エルザ達に必勝の策を授ける。大魔闘演武終了後にナツ達がマグノリアに帰ってきた際にはその付近の森にいたゼレフと接触し、世界を滅ぼすことを決めた彼の宣戦布告を受けた。
アルバレス帝国からマカロフが救出された後、ナツ達に自身とゼレフとの関係とそれらの事の顛末で生まれたルーメン・イストワールこと「妖精の心臓」の秘密を明かした。「私の罪から生まれた魔法」と悔やんでいたが、ガジルに「人を好きになるのが何の罪になるんだ」と諭されたこともあって涙を流した。アルバレス帝国との戦いではギルドの司令塔を務め、ナツ達とジェイコブとの戦いでゼレフを倒す策として思念体の自分を消して「妖精の心臓」として眠る本体を目覚めさせることを思いつき、カナの手を借りてこれを実行する。直後に発動された「ユニバースワン」でギルドに現れたゼレフと遭遇しインベルの魔法で拘束されるが、彼がグレイに倒された隙を突いて脱出し「妖精の尻尾」陣営に合流した。アイリーンの死後、仲間達を指揮しながらエーテリアスの運命に縛られたナツを救うため ルーシィ、ハッピー、グレイを呼び出し、彼らにギルド脱出時に入手しておいたENDの書を託す。最後はナツに敗れたゼレフと対峙し、彼に口づけして呪いから解放され、共に光となって姿を消した。
モバゲーで行われた人気投票「ミスフェアリーテイル2012」では4位に入賞。公式人気投票では18位。当初の構想では天狼島編で出番は終了するはずだったが、読者人気があまりにも高いため再登場することになったという。また、当初作者は「メイビス」を男性名と勘違いしており、元々は老師の予定で読者からの指摘で女性名と知ってから少女のマスターという設定を考えついた。外伝『FAIRY TAIL ZERØ』では主人公を務めており、彼女の幼い頃から「妖精の尻尾」創設までの出来事が描かれている。
- 妖精の輝き（フェアリーグリッター） - メイビスの墓に封印されている妖精三大魔法の一つ。作中ではカナに能力を貸与した。
- 妖精の球（フェアリースフィア） - 妖精三大魔法の一つ。
- 天狼（テンロウ） - 水色の鬣と脚に小さな木々が生えている幻で出来た巨大な狼を召喚する。
- 天狼兵（てんろうへい） - 幻で出来た甲冑の騎士を多数召喚する。
- ロウ - 絶対審判魔法。術者の主観で善を助け悪を滅する古代の超魔法。本来なら完成までに10年はかかる魔法で、作中で未完の状態で使用したことで不老の体を得るという結果になった。後の妖精三大魔法の一つである「妖精の法律」の元になった魔法でもある。
- 念話（テレパシー） - ギルドのメンバーと通信する。

プレヒト・ゲイボルグ (Precht Gaebolg)
二代目「妖精の尻尾」マスター。悪魔の心臓を参照。

マカロフ・ドレアー (Makarov Dreyar)
声 - 辻親八
三代目→六代目→八代目「妖精の尻尾」マスター。聖十大魔道の一人。ラクサスの祖父。血液型AB型。88-89⇒89-90⇒90-91歳、腹部に赤い紋章がある。好きなものは「妖精の尻尾」、嫌いなものは評議院。
かなり小柄な老人で、一人称は「わし」。普段は紺色のギルドの紋章が描かれたシャツを着るなど気さくな格好をしているが、決戦時には聖十大魔道の紋章が付けられた白いコートを着て出陣することもある。基本的に相手が評議会の関係者や何かしらの権限や肩書を有する者であっても堂々とした振る舞いで接するが、初代マスターのメイビスに対しては腰が低い。自由な発想の持ち主だが、スケベな所がたまに瑕。ギルドメンバーの親的存在でもあり、「ガキ共」と称す仲間を傷つける者には容赦しない。大半のメンバーからは「マスター」と呼ばれているが、ナツからは「じっちゃん」、グレイからは「じいさん」、ラクサスからは「じじい」（幼少時は「じーじ」）、メイビスからは「三代目」「六代目」「八代目」、アスカからは「おひげのじーじ」と呼ばれている。
「巨人」の魔法を得意とする他、炎や氷、風といった魔法も一通り使えるなど、その要領は計り知れない。ただし、老いには勝てないようで、作中では何度か発作に見舞われている。
X696年3月に誕生。若い頃は「妖精の尻尾」のS級魔導士として活躍し、40歳で三代目マスターに就任。当時は孫のラクサス同様に金髪で髪も逆立てていた。過去にはギルド最高機密であるルーメン・イストワールを守るため自身の息子でラクサスの父でもあるイワンを「妖精の尻尾」から破門し、ギルドの情報が漏れるのを承知でガジルを「大鴉の尻尾」へ二重スパイとして送り込んでいた。同様の理由でルーメン・イストワールを狙いイシュガルの大陸に侵攻してきたアルバレス帝国も危険視し、約3年前から評議院に潜入させたメストからの情報と自身の独自調査でその動向を探っていた。
「幽鬼の支配者」との戦いにおいて勝利を収めた後、ヤジマに諭されたことを受けて自身の衰えもあり引退を考えるが、問題児だらけのギルドに自分の跡を継げる者がいないと考えを撤回する。実孫であるラクサスとは彼が幼い頃は慕われていたが青年になってからは反抗的な態度を取られるようになり、互いに犬猿の仲になった。暴走したラクサスが反乱を起こしギルドの仲間や街の人々の命を脅かしたことから、ラクサスが改心してもケジメのために破門を言い渡した。その際に孫の責任を取りマスターを降りようとしたが、ギルドのメンバーの説得により踏み留まった。天狼島での「悪魔の心臓」との戦いの後にラクサスと再会した際には破門中の身にも拘らず「妖精の尻尾」の聖地である天狼島に足を運んだラクサスを叱り飛ばしながらも、嬉しさを抱いていた。
天狼島からの帰還後はギルダーツに後を任せて引退しようとしたが、旅に出たギルダーツからの逆指名で再度マスターに就任することになり、同時に彼の計らいでラクサスがギルドに復帰して以降は彼との仲も以前より改善された。「冥府の門」との戦いでは、魂となったハデスの助言でフェイス破壊の為ルーメン・イストワールを使おうとするも竜たちの活躍で不発に終わる。戦いの後、エーテリオンもフェイスも無くなったことでアルバレスへの抑止力を失い再び侵攻作戦は始まることを確信し、その勢力差から仲間を守るため「一つの時代の終わり」としてギルドの解散命令を下した。
その後は評議院を立て直すまでの時間を稼ぎ、なおかつ再び侵攻する場合ルーメン・イストワールを発動させると脅迫・交渉するためアルバレスに向かう。1年後、そこで皇帝であるスプリガンとの謁見の場を設けるが、その正体がゼレフであることを知る。彼らは最初から交渉に応じる気はなく、自分達を殲滅すると宣言されてゼレフに殺されそうになるが、「瞬間移動」で現れたメストに助けられナツ達と再会する。ラクサス達の加勢もあって脱出に成功し、ギルドに帰還後は三度マスターに就任した。アルバレス帝国との戦いでは、「ユニバースワン」発動後にアイリーンの「狂戦士」で強化された敵兵から仲間達を救うため、自身の命と引き換えに「妖精の法律」を発動し力尽きた。死してなおその声は我を失い互いに壮絶な殺し合いをしていたナツとグレイにも届き、エルザと共に暴走する二人を止めた。
メイビスとゼレフの消滅と時を同じくして息を吹き返すが、戦いで負ったダメージの影響で足腰が弱り、戦後は車椅子を利用するようになった。
『100年クエスト』では身体が回復し、車椅子を使わなくても動けるようになった。
作中での名前の由来はメイビスが昔読んだ本に出てきた優しい王様の名前から。公式人気投票では20位。
- 巨人（ジャイアント） - 自らの身体の一部分や全体を巨大化できる魔法。他人の身体の一部を巨大化させることも可能。
- 三柱神（さんちゅうしん） - 最大防御魔法陣。自分を囲むように三つの柱を出現させる。
- 妖精の法律（フェアリーロウ） - 妖精三大魔法の一つ。対象の相手が多いほど使用者にかかる負担は大きくなる。

マカオ・コンボルト
四代目「妖精の尻尾」マスター。その他のメンバーを参照。

ギルダーツ・クライヴ
五代目「妖精の尻尾」マスター。S級魔導士を参照。

エルザ・スカーレット
七代目「妖精の尻尾」マスター。マカロフが戻ってくるまでの暫定として就任。エルザ・スカーレットを参照。

#### S級魔導士
ギルダーツ・クライヴ (Gildarts Clive)
声 - 井上和彦
血液型はB型。S級魔導士。カナの父。45-46⇒46-47⇒47-48歳で、左胸に黒い紋章がある。好きなものはギルド、嫌いなものはイワン・ドレアー。
オールバックの髪型に髭面が特徴の中年男性。ラクサスやミストガンと共に「妖精の尻尾」最強の男の候補の一人である実力者。ギルドの中では年長組であり、能天気ながらもその気さくな性格によりナツ達からは父親のように慕われており、「オヤジ」と呼ばれることもある。女性にはだらしないようで、実際複数の女性と交際してきたようだが、唯一愛したのはカナの母・コーネリアだけだと語っている（しかし、旅先で出逢った女性にアプローチをかけるなど、女癖は直っていない様子）。ナツにとっては最も勝ちたい相手の一人で、アニメでは幼少期から頻繁に戦いを挑む様子が回想されている。
3年に渡って100年クエストに挑んでいたが、遂行中にアクノロギアと遭遇し、左手足と内蔵の一部を失う重傷を負いギルドに帰還した（その為義肢をつけている）。S級試験ではナツと対戦。強力な魔力でナツを恐怖させ降参に追い込むが、逆に「自ら負けを認めるのもまた勇気」と評価し一次試験を合格させた。カナが自分の娘であることは一切知らなかったが、「悪魔の心臓」を撃退した後、カナの口から真実を告げられた。その後は彼女のことを溺愛している。
天狼島からの帰還後はマカロフにより五代目「妖精の尻尾」マスターに任命されるが、面倒くさがって辞退し、再び旅に出た。旅先では大魔闘演舞で活躍するカナの姿を中継で目にしてエールを送っている他、「冥府の門」との戦いを終えて修行の旅に出たナツと旅先で再会を果たし、稽古を付けている。
1年後には髭が濃くなって髪を下している。アルバレス帝国との戦いでは、ギルドに戻ろうとするナツ達の所に現れ、ゴットセレナを一撃で倒し戦闘に参加する。アイリーンの死後、カルディア大聖堂に現れたオーガストとカナと共に対峙する。強力な魔法を駆使するオーガストに苦戦するも、相手の弱点を見破り左手の義手を犠牲にして一矢報いた。
公式人気投票では12位。外伝『TALE OF FAIRY TAIL ICE TRAIL 〜氷の軌跡〜』にも登場し、幼い頃のグレイとの出逢いが描かれている。
- クラッシュ - 触れたものを全て粉々に砕く超上級破壊魔法。これにより無意識に周りの建物を壊してしまう癖があり、対象の人物を小さな分身に分裂させることも出来る。
  - オールクラッシュ - 掌から十字状の閃光を放ち、前方にあるものを粉砕する。
  - 水割り（みずわり） - 「クラッシュ」で水面を多数のブロック状にして吹き飛ばす。

- 破邪顕正 一天（はじゃけんせい いってん） - 拳を突き上げ、相手を吹き飛ばす。
  - 破邪顕正 絶天（はじゃけんせい ぜってん） - 左手の義手（ドーグ）から放たれる「破邪顕正 一天」。爆発を伴い相手を吹き飛ばす。
  - 破邪顕正 雷土（はじゃけんせい いかづち） - 雷を纏った拳で繰り出す「破邪顕正 一天」。

ラクサス・ドレアー
ラクサス・ドレアーを参照。

エルザ・スカーレット
エルザ・スカーレットを参照。

ミラジェーン・ストラウス
ミラジェーン・ストラウスを参照。

ミストガン (Mystogan)
声 - 浪川大輔
S級魔導士。血液型はO型。
複数の杖を背負い、マントで身を包んでいる。顔も迷彩柄のマスクと布で覆っており、目元以外の肌が確認できない。ラクサス曰くシャイな性格で、人前に現れる際には強力な眠りの魔法を使うため、ギルド内ではマカロフとラクサス以外は彼の顔を見たことがない。ギルド外ではポーリュシカと面識がある様子。ギルド思いらしく、「幽鬼の支配者」との戦いでは直接の戦闘にこそ加担しなかったものの、「幽鬼の支配者」の支部を一人で全滅させた他、マカロフの魔力を集めて彼の回復に一役買った。
その正体はエドラスにおけるジェラールであり、王国の王子。幼い頃、父である国王・ファウストの「永遠の魔力を手に入れる」という計画を阻止する為、7年前からアースランドでアニマを封じ回っていた。その途中で出逢ったウェンディを助けて行動を共にしていたが、自分の使命に巻き込ませないために別離を選んだ。王子ということもあって喋り方も気品があり、王族ならではのカリスマも有する。
エドラスの人間であるために体内に魔力を持っておらず、彼の魔法は全て杖によるもの。魔力や気配を消す力も持っているようで、カナのカードでも探知不可能だった。
「バトル・オブ・フェアリーテイル」ではラクサスの暴走を止めるべく戦うが、戦いの最中にジェラールに酷似した素顔をナツとエルザに見られてしまった為に姿を暗ます。マグノリアがアニマで吸収されたことで表立って動くようになり、ホロロギウムの力で難を逃れたルーシィと滅竜魔導士のガジルにエクスボールを飲ませて2人をエドラスに向かわせ、自身も彼らとは別にエドラスに向かう。「妖精の尻尾」とエドラス軍の戦いの最中、アニマを逆展開することでエドラスの全ての魔力をアースランドに送り、エドラスから魔力を失わせた。そして、英雄に指名したリリーに倒されることで、彼にエドラスの民を導いてもらおうとするが、魔王ドラグニル一行に扮したナツ、ガジル、ウェンディの芝居により、ナツ流の「妖精の尻尾壮行会」で対決することになる。ナツとの魔法なしでの殴り合いに勝利し、自身がエドラスの英雄として民を纏めることになり、「妖精の尻尾」から脱退した。アニメ版では復興の第一歩として、「コードETD」実行者達には復興に心血を注ぐことを、実父・ファウストには王都追放を命じ、ファウストを見送る姿も描かれた。
ミストガンが「妖精の尻尾」から脱退してからは、アースランドのジェラールが正体を隠すために、ミストガンとして振る舞うことがある。
公式人気投票では16位。
- 摩天楼 （まてんろう） - 相手に幻覚を見せる。
- 五重魔法陣 御神楽（ごじゅうまほうじん みかぐら） - 相手の上空に魔法陣を五重に展開させ巨大な光線を放つ。
- 三重魔法陣 鏡水（さんじゅうまほうじん きょうすい） - 三重に魔法陣を展開させ相手の放った魔法を反射する。

#### 雷神衆
ラクサスの親衛隊。普段はこの3人でクエストに出ており、ギルドにいる時間は少ない。ラクサスに与し「バトル・オブ・フェアリーテイル」で仲間達を次々に倒すが、残っていたメンバーに倒された。ラクサスが全ての罰を負い破門されたため、その後もギルドに残る。現在ではギルドにいる時間も多くなり、仲間達との交友も広くなっている。
フリード・ジャスティーン (Fried Justine)
声 - 諏訪部順一
「雷神衆」隊長。別名「暗黒のフリード」。20-21⇒21-22⇒22-23歳で、左手に黄緑の紋章がある。好きなものは楽器、嫌いなものはガム。
右目が隠れた緑色の長髪で雷を思わせるような二本の触角と左目の泣きボクロが特徴。美形であり、リーダスから絵のモデルになるよう頼まれたことがある。至って冷静な性格で滅多にギルドに顔を出さない為に交友関係は狭く、ギルドではギルダーツやミストガンに次いで謎の男と呼ばれてもいる。ラクサスを崇拝しており、「雷神衆」を組織したのも彼で自ら「隊長」を名乗っている。その為、ラクサスのことになると普段の冷静沈着さを思わせないほどに高揚する一面を見せており、破門されたラクサスと再会した際にも高揚しながら感涙していた。後にオマケ漫画で男色ではないかという疑惑まで描かれた。武器はサーベルで、エルザによると戦闘力はS級でも通用するらしい。戦闘以外では料理も得意。
「バトル・オブ・フェアリーテイル」では「術式魔法」で大勢の仲間達を同志討ちにさせるなどして無力化するが、結果的にミラジェーンの「サタンソウル」復活の切っ掛けをつくってしまい、彼女に圧倒され戦意喪失。元々仲間同士で傷つけ合うことは本意ではなく、ナツと戦うラクサスの説得を行った。後にラクサスの破門を受けて頭を丸刈りにし自らも責任を取ったが、「六魔将軍」討伐後は元の髪形に戻っている（アニメ版では次の放送回で元に戻っている）。S級試験ではビックスローをパートナーに参加するが、第一の試練で当たったカナとルーシィに対して「バトル・オブ・フェアリーテイル」での負い目から女に弱いという芝居を打ち、わざと負けた。その後島を出て帰ろうとするも信号弾を見たために急いで戻りキャンプを襲撃していたラスティローズとビックスローと共に交戦する。エバや仲間を傷つけた事に怒りラスティを圧倒するも、アスマによって魔力を奪われてしまい、劣勢となる。しかしアスマが倒れた事で復活し、リサーナ達との連携でラスティを撃破する。
ギルド解散後、ラクサスと共に「青い天馬」に所属し、一夜によるとそこでエースになりつつあるらしい。アルバレス帝国との戦いでは、カルディア大聖堂でマグノリア全体に「術式」によるバリアを張って攻撃を防ぐ役割を担う。そこに現れた人形のワールと対峙し、苦戦しながらも一夜と共に撃破したが、自爆したワールから一夜を庇いエバーグリーン、ビックスロー共々重傷を負う。
名前の由来は古文を使うという当初の設定によるもの（古い→古いど（ふりーど））。元々の名前は「アルビオン」だったが雷神衆の他のメンバーの名前が長かったため変更された。デザインは前作『RAVE』のアルパインの若かりし頃のもの。
- 術式魔法 - 結界の一種。ローグ文字の術式が刻まれた範囲に入った者にあらゆるルールを課す設置魔法。設置に時間がかかるリスクと引き換えに罠として絶対的な効力を与えることができる。
- 闇の文字（やみのエクリテュール） - 文字魔法の一種。相手に「痛み」「苦しみ」といったダメージを与える他、「暗黒」「絶影」で自身の肉体強化も可能。
  - 暗黒（あんこく） - 悪魔のような姿になり、力を増大させる。
    - 暗黒の息吹（あんこくのいぶき） - アニメ45話で登場。黒い竜巻を発生させて攻撃する。
    - 暗黒光弾（あんこくこうだん） - アニメ45話で登場。黒い魔力を球体に溜めて相手に叩き込む。

  - 絶影（ぜつえい） - 黒い鎧を身を纏った姿になり、力を増大させる。
  - 滅（めつ） - 一撃で大きなダメージを与える。
  - 拒絶（きょぜつ） - アニメ45話で登場。魔法を跳ね返す。

エバーグリーン (Evergreen)
声 - 世戸さおり
「雷神衆」の紅一点。20-21⇒21-22 ⇒22-23歳で、右胸に黄緑の紋章がある。好きなものは妖精、嫌いなものは悪魔。
眼鏡をかけたグラマーな女性。気丈とした態度で、勝気かつ高飛車で協調性がない性格だが、どこか憎めない存在。「エバ」という愛称は基本的にはラクサスと「雷神衆」のメンバー（後にエルフマンも）にしか呼ぶことを許していない。幼い頃から妖精の出てくる物語が好きで、妖精になることが夢。「妖精の尻尾」においても名前以外に興味がなくギルド内で孤立していたが、その強さを買われ「雷神衆」にスカウトされた。「雷神衆」に対する思いは強く、ラクサスが破門されると直接本人から聞いた際はビックスロー共々「妖精の尻尾」を抜けると発言するほど。
「妖精女王」の異名を持つエルザに一方的なライバル心を抱いており、「バトル・オブ・フェアリーテイル」で彼女と戦う。しかし、実力では負け、石化されていたルーシィ達を盾に脅すも一蹴され、負けを認めた。ナツらがエドラスから帰還後、髪型と服装が変わった。S級魔導士昇格試験においては、ビックスローが先にフリードと組んで不機嫌になっていたところでエルフマンに誘われ（エルフマンの方をじっと見ていたから）パートナーとなっている。その後、ミラジェーンと対峙するも自身がエルフマンと結婚したという嘘を述べミラジェーンを同様させて勝利する。次の試験では途中でゼレフ（この時は正体を知らなかった）と出会いナツに助けられる。その後七巻属の1人ラスティローズと交戦するも、彼の圧倒的な力には敵わずに敗北する。その際エルフマンに自分をパートナーにしなかったら負けなかったかもしれないと謝罪するが、「お前がいなかったらここまで来れなかった」と礼を言われ、涙を流した。これを機にエルフマンとは交流が深まり、お互いを意識し合うような描写が多々あり、大魔闘演武の戦いで休養中だった彼を気分転換にとリュウゼツランドに誘ったこともある。
ギルド解散後、ラクサスと共に「青い天馬」に所属し、ジェニーと（対立も含めて）交流を深めている。
最終回では相変わらずエルフマンと仲よさそうにしていた。
名前の由来は常緑樹を意味する「Evergreen」から。イメージカラーの緑もこれに由来する。
- 妖精爆弾グレムリン（ようせいばくだんグレムリン） - 火薬のような鱗粉を相手の周りに撒き散らし、爆発させる。ただし霧が発生すると鱗粉が機能しない。
- 妖精機銃レブラホーン（ようせいきじゅうレブラホーン） - 無数の針を掃射する。
- 石化眼（ストーン・アイズ） - メデューサのように自身の眼を見た者を石化させる。遠隔操作によりそのまま砂へと変えてしまうこともできる。互いの目の直視が発動条件であり、眼鏡やサングラス越しでは無効。エバーグリーン自身も普段は眼鏡で力を抑えている。また、人間以外にも無効。

ビックスロー (Bickslow)
声 - 川原慶久
「雷神衆」の一員。22-23⇒23-24⇒24-25歳で、舌に黒い紋章がある。好きなものは魂、嫌いなものは白魔術。
兜の顔当てで顔を隠している大男。舌なめずりするのが癖で、操る人形達のことを「ベイビー」と呼ぶ。人の魂を見ることが出来るため、ロキの正体にも気付いていた。「雷神衆」に対する思いは強く、ラクサスが破門されると直接本人から聞いた際は、エバーグリーン共々「妖精の尻尾」を抜けようと発言した。一見個性的な人柄だが、他の「雷神衆」の二人に比べ年長者だからか、比較的常識人。最近ではフリードの常識外れな発言にツッコミを入れることもしばしば。
「バトル・オブ・フェアリーテイル」では魔力を無効化されたグレイを破り、石化から復活したルーシィを苦しめるが、彼女のピンチに現れたロキに敗れた。S級魔導士昇格試験においては、フリードのパートナーとなるが、カナとルーシィ相手に「バトル・オブ・フェアリーテイル」での負い目から、わざと負けた。その後ギルドに帰る途中に信号弾を見た事で急いで戻り、ラスティローズと交戦。最初は圧倒するも魔力を奪われて劣勢となり、彼の魔法でフリード達と共に動きを封じられる。しかし目を覚ましたエルフマンを操り攻撃させて魔法を解除し勝利する。
ギルド解散後、ラクサスと共に「青い天馬」に所属し、一夜によるとそこでエースになりつつあるらしい。
名前の由来は「大きい」「投げる」を連想したもの。
- セイズ魔術＝人型憑き （ひとつき） - 人形や無生物に霊を宿らせて戦う。主にトーテムポールを模した5体の人形（トームマン）に宿らせて、様々なフォーメションを組んで戦う。人形に宿らせた霊を別の人形に移すことも可能。ビックスローは人形に名前をつけている（名前は「パッパ」「ピッピ」「プップ」「ペッペ」「ポッポ」）。白魔法には魔法を相殺される弱点がある。また人形の中には『MONSTER SOUL』や『プルーの犬日記』の登場人物がいた。
  - バリオンフォーメーション - 5体の人形に円を作るように囲ませ、その中心からビームを放つ。
  - エックスフォーメーション - 4体の人形を四方に配置させ、上空からの敵の攻撃を受け止める。
  - ラインフォーメーション - 5体の人形を縦に配置させ、そこから刃状のビームを放つ。

- 造形眼（フィギュア・アイズ） - 自分の眼を見た者を人形化して操る。ただし、「石化眼」と一緒で眼鏡やサングラスをしている者には無効。

### その他のメンバー
マカオ・コンボルト (Macao Conbolt)
声 - 川鍋雅樹
青年の頃からギルドに所属していた年輩の魔導士。36歳⇒43歳（7年後）⇒44⇒45歳で、右腕に紫色のギルドの紋章がある。好きなものは息子（ロメオ）、嫌いなものはローン。
坊主頭の髭面の男（青年の頃は髪が比較的伸びていた）。ワカバとは良き悪友で、若い頃からよく行動を共にしており、ワカバ同様女性にだらしない。息子のロメオのことになると過保護気味になることもしばしばあり、グラビアなどもロメオが寝てから見るようにしている。仕事に熱中しすぎたために、妻とは3年前に離婚している。
ロメオが近所の子供に魔導士という職業を馬鹿にされたことを見返す為、凶悪モンスター・バルカンの討伐に赴いた。20匹目との戦いで接収されてしまうが、ナツ達に助けられた。
マカロフを初めとした主要メンバーが天狼島で消息を絶った後は、四代目「妖精の尻尾」マスターに就任。X791年以降は頭がやや薄くなり、髭が濃くなっている。天狼組が復活した後（アニメでは「星空の鍵編」以降）は、マスターの座を再びマカロフに譲った。エクリプスから来た竜との戦いの中では、マザーグレアの小型の竜の攻撃によって瓦礫の下敷きになりワカバにロメオを託すが、ウルティアの魔法によって時を戻され無事だった。
オリジナルストーリー「星空の鍵編」ではミッシェルの身元調査の件でマカロフを感心させ、天狼組帰還までの間に「妖精の尻尾」を辛うじて支えていたことも描かれた。
- 紫の炎（パープル・フレア） - 風や水では決して消えない性質を持っている炎を操る魔法。

ロメオ・コンボルト (Romeo Conbolt)
声 - 伊瀬茉莉也、葉山いくみ（第249話代役）
マカオの息子。6歳⇒13歳（7年後）⇒14⇒15歳で、左肩に赤いギルドの紋章がある。好きなものはギルド、嫌いなものは「黄昏の鬼」。
ナツを「ナツ兄」と呼び慕っている。幼い頃からよくギルドに訪れていた。友人から父をバカにされて悔しがり、マカオをバルカン討伐へ向かわせる原因を作った。その後、マカオが帰還しないことからマカロフに父の捜索を依頼し、ルーシィとナツがコンビを組む切っ掛けを作った人物とも言える。
ナツ達が天狼島もろとも行方不明になってからは逞しい少年へと成長し、魔導士として正式なギルドメンバーになる。島の消滅から7年間一度も笑うことが無かったが、ナツ達の帰還により再び笑顔を取り戻す。服装はナツを真似ており、ナツ達の帰還前は冷めた発言も多かったが、基本的に明るく素直でしっかり者な性格で、父親のスケベな面には頭を悩ませている。ギルドの名声を取り戻すために帰還した天狼組に大魔闘演武の出場を提案した。
アニメ版では出番が増えており、オリジナルストーリー「星空の鍵編」では、ナツたちと共に行動して戦闘にも加わり、ミッシェルを説得するといった見せ場も描かれる。
- 七色の炎（レインボーファイア） - 七色の炎を操る魔法。兎兎丸の魔法教室でこっそり教わったもので、現在は3色（紫・青・黄色）のみ使える。

ワカバ・ミネ (Wakaba Mine)
声 - 関口英司
青年の頃から「妖精の尻尾」に所属していた古株。36歳⇒43歳（7年後）⇒44⇒45歳で、右胸に黄色いギルドの紋章がある。好きなものは酒・タバコ・女、嫌いなものは嫁。
リーゼントヘアと細目が特徴の男（青年の頃はサングラスを掛けていた）。マカオとは悪友同士で女好きなことも共通しており、仕事に行かずとも女性を口説いている。妻がいるが、尻に敷かれている恐妻家 で、ウェンディと同じ歳くらいの娘がいる。いつも口にパイプを銜え、「煙魔法」を使用している。
主要メンバー天狼島で行方不明になってからは、4代目マスターになったマカオの補佐を務めた。X791年以降はパイプが葉巻に代わり、リーゼントヘアを止め髪は薄くなっている。
- 煙魔法  - パイプや葉巻から発生する煙を様々な形に変えて操る。

ビスカ・ムーラン / ビスカ・コネル (Bisca Mulan / Bisca Connel)
声 - 新井里美、中原麻衣（第44話代役）
西部大陸からの移民。18歳⇒25歳（7年後）⇒26⇒27歳。好きなものはアルザックとアスカ、嫌いなものは甘いもの。
緑色のロングヘアに赤い口紅が特徴の女性（当時はショートヘアだった）。アルザックに想いを寄せており、お互い両思いなのだが想いを告げられずにいる。エルザに相談した所、「軟弱者が!!」と一喝されてしまい、翌日告白することを決意する（当日は「幽鬼の支配者」との騒動が起きたため、それどころではなくなった）。
移民したばかりの頃は金がなく、サニーの病気を治すために「妖精の尻尾」の名を騙る女盗賊「ムーラン・ルージュ」として数々の悪事を働き荒れていたが、噂を聞きつけたエルザに成敗され「仕事がなければ来い」と「妖精の尻尾」を紹介された。
ナツ達が天狼島で消息不明になってから1年後、アルザックと結婚し（本人曰くプロポーズはビスカからしたらしい）、娘のアスカを授かったことで「妖精の尻尾」唯一のママさん魔導士となった。クエスト中はアスカを知人に預けているが、その知人とは昔アルザックを巡って密かな恋のバトルがあったことをアルザックは知らない。
ギルド解散後はジュピターを単独で使用できるほど実力を上げており、アルバレス帝国との戦いではマグノリアの東の森で敵船を落とす役割を担う。
OAD「ようこそ フェアリーヒルズ!!」にて自分の部屋を披露した際、彼女の部屋には大きな動物が数頭飼われていた。
- 銃士（ザ・ガンナー） - 銃器を「換装」し、ライフルやガトリングガンなどを操る。

サニー
ビスカの相棒のネズミ。
ビスカと共にフィオーレ王国に移り住んだが、病気となってしまい、ビスカはサニーの治療のために「妖精の尻尾」の名を騙った盗賊となり、そこから得た金でサニーを治療していた。当時は小さかったが、X791年には太めの体型になっている。

アルザック・コネル (Alzack Connel)
声 - 下山吉光
ビスカと同じく西部大陸からの移民。18歳⇒25歳（7年後）⇒26⇒27歳。好きなものはビスカとアスカ、嫌いなものは辛いもの。
右目が隠れるほどの長い黒髪の青年。少々気弱で落ち込みやすく、頼りない性格。ビスカに想いを寄せており、お互い両思いなのだが奥手なため、なかなか想いを告げられずにいた。ロキに相談した所「言わないなら僕がもらっていいのかな?」と冗談を言われ、それを真に受けてライバル心を燃やす。
ナツ達が行方不明になった1年後、ビスカと結婚し娘のアスカを儲ける。7年後は髪を短くしている。気弱だった性格も子を授かったこともあり、頼れる父親へと成長した。
アルザックを演じた下山吉光はビスカを演じた新井里美と入籍していたためこのような配役になったと語っている。
- 銃弾魔法（ガンズマジック） - 銃に魔法の弾を装填する魔法。
  - 台風弾（トルネードショット） - 銃から竜巻を発する弾丸を撃つ。

ウォーレン・ラッコー (Warren Rocco)
声 - 景浦大輔
23歳⇒30歳（7年後）⇒31⇒32歳。好きなものは野菜、嫌いなものは高い所。
タラコ唇と「念話」に使う頭のアンテナのような髪が特徴の男。数々の仕事を一人でこなしており、実力は「妖精の尻尾」の中でも上位に入る。ロリコンらしく、ウェンディとシェリアの水着姿を見て興奮して「天使」と呼んでいた。それに先駆け、アニメオリジナルストーリーの舞踏会においてもウェンディと踊る少年（の姿をしたベルベノ）に憤慨している模様が描かれている。
「バトル・オブ・フェアリーテイル」では「念話」を使ってギルドのメンバーに遠くから連絡を取り、神鳴殿の発動阻止に貢献した（アニメ版では特にオリジナルストーリーなどでギルドメンバーと連絡を取り合うことが多く、ナツらと共に仕事を請けたこともある）。
7年後に旧ギルドが差し押さえられ、仮設の新規ギルドが丘の上に立ったことを最後まで反対していたらしい（アニメでは大魔闘演武前日に克服している）。天浪組が消えた7年間、毎日仲間の名前を呼び続けていたことを誰も知らない。
ギルド解散後は小型通信魔水晶を作り、グレイとエルザが使用していた。この発明で既にフィオーレ随一の大金持ちとなり、孫の代まで遊んで暮らせるほどの財力を手にしていたが、ギルド復活後は再び魔導士として現役に復帰した。アルバレス帝国との戦いでは、自身が作った高性能な魔導レーダーで敵の動向を探る。当初はその圧倒的勢力差から勝つことを諦めかけていたが、マックスに一喝され再び作戦指示に出る。
- 念話（テレパシー） - 相手の心を読んだり語りかけたりする魔法。他者の念を自身に介して相手に伝えることもできる。

マックス・アローゼ (Max Aloze)
声 - 井口祐一
17歳⇒24歳（7年後）⇒25⇒26歳。好きなものは酒場、嫌いなものは一人。
七三分けの金髪が特徴の男。騒ぎがある度に尻に何かが突き刺さるという妙な癖がある。社交性は高く、収穫祭の美女コンテストでは司会を務めた。幼い頃は友達がおらず、現在はその反動でかなりの話好きで、人のいる所に常にいる。酒には弱いが、毎度無理して飲んでいるため後で苦しんでいる。
7年後は天狼島から帰還したナツを（一時的とはいえ）追い詰められるほどの実力を身に付けている。
- 砂塵（サンドストーム） - 砂を操る魔法。
  - 砂の反乱（サンドリベリオン） - 巻き起こる砂で相手を攻撃する。
  - 砂の壁（サンドウォール） - 砂を固めて壁を作り、相手の攻撃を防ぐ。
  - 砂の剣（ラムル・セイフ） - 大量の砂の刃を相手に向けて撃ち出す。アジィールに教わった。

リーダス・ジョナー (Reedus Jonah)
声 - 関口英司
27歳⇒34歳（7年後）⇒35⇒36歳。好きなものは絵、嫌いなものはにんじん。
体型は細身だが、後述の理由で普段は胴体のみ肥大化している。マイペースで温厚な性格。「絵画魔法」の使い手で、絵を描く時は光筆を使用するが、中々新色が発売されないのでメーカーに直訴したこともある。ハッピーの生まれた時の様子等を絵にしている。
「幽鬼の支配者」との抗争ではジョゼの狙うルーシィを匿っていたが、ガジルに敗れて彼女を奪われてしまった。マカロフが行方不明になってからは「巨人」が解けたようで、7年後には元の体型に戻っていた。
- 絵画魔法（ピクトマジック） - 自分の体に描いた絵を動かし武器とする。そのため、マカロフの「巨人」によって胴体だけ大きくしてもらっている。
  - ソードペイント - 描いた剣を具現化して放つ。

ナブ・ラサロ (Nab Lasaro)
声 - 遠藤大輔
20歳⇒27歳（7年後）⇒28⇒29歳で、左胸に紋章がある。好きなものはホラー小説、嫌いなものはセロリ。
先住民のような格好をした男。いつも依頼版の前をウロウロしていて、なかなか仕事に行かない。本人曰く「自分にしかできない仕事を探している」らしいが、それを聞いたミラジェーンに「妖精の尻尾」のウェイターを勧められ、軽くヘコんでいる。
7年後は髭を生やし肥満体形となっており、ナツ達が行方不明になってからは何度か仕事に行ったものの、全部途中で投げ出して帰ってきた。ギルドの財政難の一つがナブという見方もある。
- セイズ魔術＝動物憑き（どうぶつつき） - 動物霊を身体に宿し、その力で戦う。
  - ベア・ザ・ナッコォ - 熊の霊を宿し、パンチを放つ。

ビジター・エコー (Vijeeter Ecor)
声 - 景浦大輔
16歳⇒23歳（7年後）⇒24⇒25歳。好きなものはダンス、嫌いなものは納豆。
長い茶髪を束ねている男。普段着ている黒のスーツは、同じものが100着あるらしい。踊りが好きで、ギルド内でもいつも踊っていることが多い。金が貯まったら舞踊の聖地・ミンストレルへ留学しようと考えている。
7年後は頭にターバンを巻いており、インド人風の格好をしている。ギルド解散後は服は軽装になっている。
- 踊り子（ダンサー） - 踊りを踊る事で自分の半径10m内の味方の戦闘能力を上げたり、逆に敵の能力を低下させたりする。

ラキ・オリエッタ (Laki Olietta)
声 - 葉山いくみ
18歳⇒25歳（7年後）⇒26⇒27歳。好きなものは眼鏡、嫌いなものはHな人。
バイオレット色の髪のポニーテールに、眼鏡とリボンが特徴の少女。髪を切ったことを「髪を切断した」、食べることを「胃袋に餌をやってる」など動作を奇妙な言い回しにする。木材などを一瞬にして意のままの形に変える木の造形魔導士。
「幽鬼の支配者」との抗争で破壊されたギルドの建物を再建する際には自身の魔法を使い寝る間もなく働いていた。7年後ではキナナと共に行動していることが多い。ギルド解散後は髪を切りショートヘアにしている。
アニメでは原作よりも出番が増えている。アニメオリジナルストーリーの「星空の鍵編」ではギルダーツと共に仕事に出ており、OAD「ようこそ フェアリーヒルズ!!」においても自分の怪しげな部屋を披露した。
- 木の造形魔法
  - ウッドメイク
    - ゴッドパンチ - 木の拳を造り出し、パンチを放つ。

キナナ (Kinana)
声 - 笹本菜津枝
20歳⇒27歳（7年後）⇒28⇒29歳。好きなものは辛子、嫌いなものはヘビ。
紫色のショートヘアで、少しぽっちゃりとした体型の少女。ギルドには従業員として加入し、ミラと仲良くなった。また、歌も歌え「フリフリオーバーオールのアイドル」として少しずつ有名になって来ている。魔法は勉強中で、接収を覚えたいとのことだが、ミラが天狼島もろとも一時行方不明になったため、結局魔導士になれずにいる。
幼い頃に悪い魔導士に姿をヘビに変えられ、以降「六魔将軍」の一員であるコブラの蛇・キュベリオスとして10年以上もヘビの姿のままだったが、マカロフの魔法で元の姿に戻してもらい、「妖精の尻尾」に入ることになった。ヘビにされていた間の記憶は全く無いが、アニメでは「友人が流れ星に乗って迎えに来てくれる」という約束だけは覚えていた。
原作では大魔闘演武編からモブキャラとして本編に登場しているが、アニメではナツらがエドラスに帰還後から登場している。7年後もギルドのメンバーとして残っていた。痩せて少し髪が伸びて巨乳になっている他、会話の語尾には「〜キナ」と付けなくなった。7年が経過した後も記憶が戻らないらしいが、時々ヘビにされていた頃の記憶が蘇り、不可解な発作を起こしていた。
ギルド解散後は魔法を覚えたらしい。最終回ではコブラと恋人関係になったことをラキに話していた。
『100YEARS QUEST』では、マグノリアに住んでいるコブラと婚約しているが、対面で心を読むことを彼には禁止している。
アニメオリジナルストーリー「星空の鍵編」では、物語に関わる重要なキャラクターとなった。自分を呼んでいる声の主を探してギルドから一人抜け出し、流れ星のように空から落下したコブラ（エリック）と再会を果たす。エクリプスから来た竜との戦いの中ではコブラが評議員を一時釈放されたことにより、お互いの存在を認知していた。
コブラとの関係はアニメオリジナルストーリーで明かされているが（ただし原作でもそれらしき描写はある）、後に原作でも逆輸入された。
モデルは真島ヒロのアシスタント・小林キナ。
- ポイズンアロマ - 毒の芳香を放出する。

ワン・チャンジー
声 - 後藤ヒロキ
24歳。好きなものは映画魔水晶、嫌いなものはキャベツ。
坊主頭でサングラスが特徴の男。かなり無口で、彼の1年間の発声時間は1時間もないと言われている。趣味は映画魔水晶を集めることで、仕事の報酬のほとんどを映画魔水晶につぎ込んでいる程。
アニメではエドラス編以降からモブキャラとして登場している（ただし、原作の説定とは違い普通に喋っていた）。7年後の「妖精の尻尾」には在籍していない。
モデルは真島ヒロのアシスタント・ボビー大澤。
- アイアンドッグ - 右腕を鉄の犬に変形させる魔法。噛み付いたり、匂いを嗅いだり、餌を食べることもできる。そして妙にかわいい。

ジョイ・フルボーン
声 - 尾崎真波
22歳⇒29歳（7年後）⇒30⇒31歳。好きなものはプロテイン、嫌いなものはいじられること。
超肉体派魔導士で、自前の鍛え上げられた筋肉が特徴。よく歯が抜けるという妙な癖がある。ワンとはギルド加入の同期で、よき仲間でありライバル。以前は胸にタトゥーを入れていたが、ボディビルの大会に出場するために魔法の薬で消してしまった。
アニメではエドラス編以降からモブキャラとして登場している。7年後は「四つ首の番犬」の一員として登場した。
モデルは真島ヒロのアシスタント・上田維。アニメで上記の7年後が描写された際に、モデルの上田は「ジョイは妖精を見捨てたようだ」と推測している。
- マッスルスピーク - 周りの人間をマッチョ化させる支援魔法。己の肉体を強化することで効力が上がるため、毎日の筋トレは欠かせない。

チーコ＝C＝ハーミット
声 - 滑川恭子
「妖精の尻尾」女子寮のオーナー・ルチオ氏の娘。22歳。好きなものはホラー小説、嫌いなものは漬物。
猫のような帽子を被っている、ガングロコギャル風の女性。おっとりとした性格で、みんなでどこかへ出かけても一人だけ置き去りにされたり、会話のペースが合わないことが多い。密かにラクサスが好みだった。実家はマグノリアでカフェを営んでいる。
アニメではエドラス編以降にモブキャラとして登場している。7年後の「妖精の尻尾」には在籍していない。
モデルは真島ヒロのアシスタント・中村翔。
- レジェンド・オブ・シティ - 街中に漂う霊を味方につけて戦う魔法。街を一歩外に出ると、また一から霊を集めなおさなければならない。

ミキィ・チキンタイガー
「妖精の尻尾」の中堅チームの一つ「ヤングメガデス」のチームリーダー。別名「鬼姫」。18歳。好きなものは鳥、嫌いなものは退屈。
角のアクセサリーをつけている女性。いつも一緒にいる「魔法鳥」のピーちゃんの魔法を使うが、基本的には格闘術で戦うことが多い。また、チームのメンバーからは恐れられている。
アニメでは第2話にモブキャラとして登場している。7年後の「妖精の尻尾」には在籍していない。
モデルは真島の元アシスタント・吉河美希。
- 魔法鳥 - ピーちゃんを火の球にしたり、盾にしたりと操って戦う。

トノ・ラビッツ
15歳。好きなものは歴史、嫌いなものはエビ。
坊主頭と丸い眼鏡が特徴の少年。ウェンディが加入するまではギルドの魔導士の中では最年少であった。将来を期待されているが、同時に変わった行動が多いので「さすがのトノ」という愛称で呼ばれている。家から馬車で3時間もかけてギルドに通っている。
7年後の「妖精の尻尾」には在籍していない。
モデルは真島ヒロの元アシスタント・中村幸司郎。
- 光魔法 - 後光のように身体からエネルギーを放射して周囲1体を攻撃する。

美國＋罪（みくに＋しん）
16歳。好きなものはドラム、嫌いなものはネズミ。
スキンヘッドの魔導士。「妖精の尻尾」に加わる前は寿司屋でバイトをしていたが、姿が似合いすぎたために店長から引き止められた過去を持つ。趣味はドラムで、ミラジェーンのライブ中に乱入するなどかなり熱狂的。将来の夢はアイドルのプロデューサー。
7年後の「妖精の尻尾」には在籍していない。
モデルは真島の元アシスタント・三國シン。
- 土魔法 - 持っているスティックを地面に叩きつけることで威力を上げることができる。

#### シャドウ・ギア
「妖精の尻尾」の中堅チームの一つ。
レビィ・マクガーデン
「シャドウ・ギア」のリーダー。準主要人物を参照。

ジェット (Jet)
声 - 川鍋雅樹、滑川恭子（少年時代）
「シャドウ・ギア」の一員。18歳⇒25歳（7年後）⇒26⇒27歳。好きなものは寿司・レビィ、嫌いなものはエビ。
「妖精の尻尾」の中では一番の足の速さを誇る細身の男。「ジェット」はあだ名であり、本名はサルスケ。
過去にレビィに愛の告白をしたが2秒で断られており、一時期「断られる早さも最速」という理由でからかわれたこともある。しかし現在も彼の片思いは続いており、レビィの帰還後彼女がガジルのことが好きかもしれないという理由からレビィの幸せを願っている様子。
- 神足（ハイスピード） - 高速で走ることができる魔法。
  - 隼天翔（はやぶさてんしょう） - 「神足」を用いて強烈な蹴りを繰り出す。

ドロイ (Droy)
声 - 関口英司、笹本菜津枝（少年時代）
「シャドウ・ギア」の一員。18歳⇒25歳（7年後）⇒26⇒27歳。好きなものはチーム⇒食事（7年後）、嫌いなものは蜘蛛。
丸刈り頭の男で、髪が植物のように飛び出している。過去にレビィに愛の告白をしたが1秒で断られ、ジェットの最速記録を更新した。
ジェットとドロイの2人はガジルが「妖精の尻尾」に加入した当初は「幽鬼の支配者」との戦いでの件から彼を憎悪していたが、ガジルがケジメのためにラクサスの攻撃を一方的に受け続けた姿を見てからは考えを改め始め、「バトル・オブ・フェアリーテイル」後はガジルを正式に仲間と認めた。
7年後は大食いの巨漢になっており、外見もかなりの変貌を遂げている。「人魚の踵」のアラーニャに仕事先で偶然知り合って一目惚れするも、振られた様子。ジェット同様にレビィの帰還後、彼女に想いを募らせているが、レビィがガジルのことが好きかもしれないことから、食欲が増加した。エクリプスから来た竜との戦いでは、ジェットの腕の中で意識不明となるが、ウルティアの魔法によって時を戻され無事だった。
- 植物（プラント） - 植物を急成長させて戦う。この魔法を使うには「秘種」という種が必要で、ドロイはこの種が入った容器を常に身体から下げている。
  - ナックルプラント - 拳のような形をした蔓状の植物を成長させ相手を殴りつける。

### 非正規メンバー
正規のメンバーでない人物達。
ポーリュシカ (Porlyusica)
声 - 津田匠子
「妖精の尻尾」の顧問薬剤師。
マカロフの古い友人であり、アニメ版ではマカロフ、ロブ、ゴールドマイン、ヤジマ、ボブの5人とは若い頃からの仲間としても描かれ、当時は美女であった（後に『FAIRY TAIL 100 YEARS QUEST』に逆輸入される）。
人間を好まず、フィオーレ王国の人里離れた森の中に住み、強すぎる力は悲しみや憎しみしか生まないという考えから、人間同士の争いを憂いている。「妖精の尻尾」のメンバーに対しては憎まれ口を叩きながらも治療を引き受けており、高齢でありながら現役を続けているマカロフのことも内心では気にかけている。ナツからは「ばっちゃん」と呼ばれている。
実は数十年前にエドラスから迷い込みながらもアースランドを気に入り、永住することを選んだエドラスにおけるグランディーネに相当する人物。ウェンディとの出会いにより自らの素性を明かし、過去にグランディーネから伝えられていた滅竜奥義の魔法書をウェンディに託した。「冥府の門」との戦いにおいて、アースランドのグランディーネの昇天を見届ける。

ヒルダ (Hillda)
声 - 麻生美代子
「妖精の尻尾」の女子寮「フェアリーヒルズ」の寮母。現在は故人。
頑固で口うるさく、「魔導士なんてやめちまえ」を口癖としていたが、危険な仕事にも赴く寮生を誰よりも気遣っていた。
6年前（X778年）、寮生達に玩具の宝石をプレゼントするがエルザの分だけ足りず、その場はエルザの気遣いで片付いたが、エルザが本心では宝石が欲しかったことを察し、エルザが大人になったら本物の宝石をプレゼントすることを約束。その翌日に事故死してしまうが、ヒルダの思念は現世に残り、ルーシィに本物の宝石を入れた宝石箱の回収を依頼し、依頼が果たされた後ヒルダの依頼書も消えていった。なお、エルザに約束した際には「ネコのお姫様が、たくさんの宝石を運んで来てくれる」と告げたため、ルーシィはヒルダの思念でネコのお姫様の格好となり、宝石箱を見つけた後は服もなくなってしまった。

アスカ・コネル (Asuka Connel)
声 - 新井里美
アルザックとビスカの娘。
天狼組が天狼島から帰還するまでの7年の間に誕生。父譲りの黒髪と母譲りの髪型が特徴で、母とよく似た帽子を被っている。一人称は「アスカ」。明るく無邪気な性格で我が儘な一面もあるが、ギルドの一員の矜持もあり、芯も強い。両親やギルドの仲間たちからは目に入れても痛くないほど可愛がられており、マカロフからは実の孫のように可愛がられている。
両親譲りの射撃の腕は幼いながらに高く、ナツとの射撃勝負では彼の手加減があったとはいえ勝利したり、おもちゃの銃で撃った弾を上空の標的に全弾当てたりしていた。
名前の由来は両親の名前の一部分（アルザックの「ア」とビスカの「スカ」）から。